# Histoire du Caucase
L'histoire du Caucase concerne deux régions géographiques traditionnelles : d'une part la région considérée comme européenne du Caucase du Nord ou Ciscaucasie, et d'autre part la région considérée comme asiatique du Caucase du Sud ou Transcaucasie.
La première se situe sur le versant nord de la chaîne du Caucase, de la ligne de crête jusqu'aux confins de la steppe eurasienne qui s'étend entre les mers Noire et Caspienne ; la seconde sur le versant sud de la chaîne du Caucase, de la ligne de crête jusqu'aux confins du haut-plateau arménien (inclus ou non, selon les sources).
Au nord, la Ciscaucasie, avec ses sources et ses cours d'eau, a servi d'abri et de refuge à un grand nombre de peuples cavaliers d'origines diverses, certains supposés autochtones (comme les abazo-circassiens et les nakho-albains), d'autres venus de la steppe (cimmériens, scythes, siraques, sarmates, roxolans, alains et autres iranophones dans l'antiquité, huns dans l'antiquité tardive puis turcophones durant le haut moyen-âge), avant d'être incluse dans la zone d'influence des khanats tatars de Crimée (ouest) et d'Astrakhan (est) et, à partir du XVIIIe siècle, de la Russie à laquelle elle appartient toujours au XXIe siècle.
Au sud, la Transcaucasie (Abkhazie, Colchide, Svanétie, Gourie, Albanétie, Géorgie, Arménie et Atropatène) s'est trouvée dans les sphères d'influence des ourartéens, des royaumes d'Anatolie, des assyriens, des babyloniens, des mèdes, des perses, des byzantins, des arabes, des turcs seldjoukides et ottomans ; aux géorgiens et autres caucasiens autochtones se sont ajoutés au fil des millénaires des indo-européens (arméniens, alains, talyches…) et des turcophones (azéris, nogaïs…).

## Paléolithique
La préhistoire du Caucase (en) reste encore mal connue.
L'existence d'une industrie lithique peu élaborée est attestée depuis 1984. Les premiers ossements humains de la région ont été découverts en 1991 à Dmanissi (sud-est de la Géorgie) : le site a notamment livré les crânes dits Dmanissi 2, Dmanissi 4 et Dmanissi 5, qui ont permis d'établir l'existence d'une nouvelle espèce humaine, Homo georgicus, ayant habité la zone au Pléistocène inférieur, il y a environ 1,8 million d'années ; voir liste de fossiles d'hominidés.
Des traces de présences humaines plus récentes ont été mises au jour dans les grottes d'Azykh (Haut-Karabagh), occupée il y a 300 000 ans, et de Mezmaïskaïa (Adyguée), occupée il y a 65 000 ans. Les espèces humaines de cette période sont l'azykhanthrope (en) et l'homme de Néandertal.

## Épipaléolithique et mésolithique
Au Pléistocène supérieur, les populations qui peuplent la région, dites « chasseurs-cueilleurs du Caucase » (CHG, Caucasus hunter-gatherer), forment un groupe génétique différent des deux autres foyers de peuplement que sont l'Anatolie et le Levant d'une part, et l'Iran actuel d'autre part. Cependant, si les chasseurs-cueilleurs du Caucase montrent des affinités génétiques plus étroites avec les premiers fermiers (early farmers) du Néolithique d'Iran, ils semblent partager une ascendance commune avec tous les premiers fermiers occidentaux. Parmi les découvertes récentes on trouve la grotte de Dzuodzouana (30 000 ans avant le présent), la grotte de Satsourblia (en) (24 000 ans, 1976), le site de Daş Salahlı (en) (ou Dash Salakhly, 30 000 ans), la Réserve nationale historico-artistique de Goboustan, en Azerbaïdjan, avec 600 000 peintures rupestres (20 000-5 000 ans), l'industrie lithique du Mésolithique trialétien (en) (16 000-8 000 ans) et la grotte de Damdjili (6 000 ans).
En Iran voisin, les monts Zagros ont donné des pierres taillées datant du Moustérien (40 000-32 000 ans), du Baradostien (38 000-18 000 ans) et du Zarzien (18 000-10 000 ans).

## Néolithique

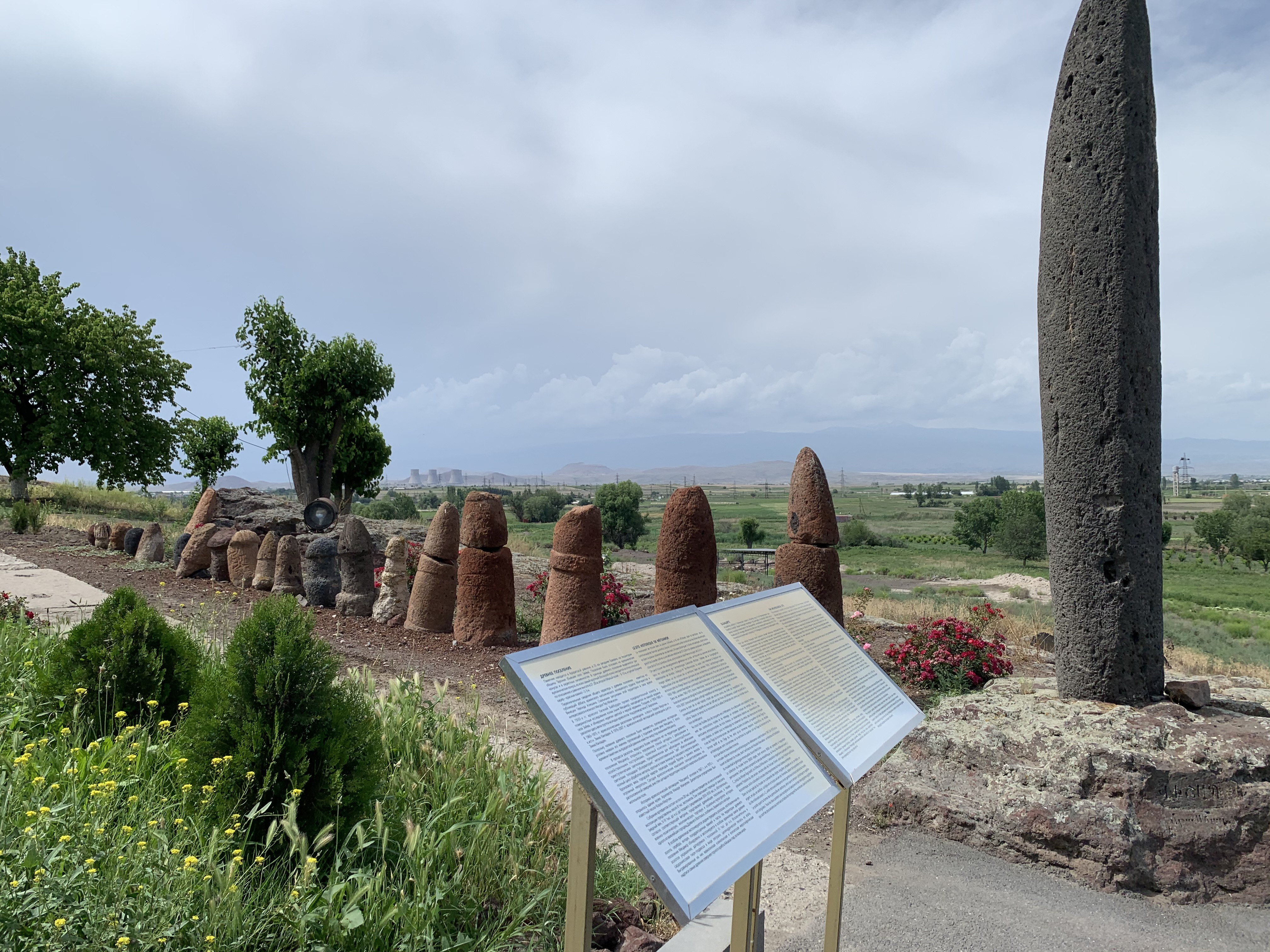
Alignement de Metsamor.

L'avènement du Néolithique dans le Caucase s'amorce dans les plaines inondables du sud de la région au VIe millénaire av. J.-C., et se poursuit dans l'ouest-nord-ouest au cours du millénaire suivant. Cette néolithisation s'accompagne de migrations de populations venues tant du plateau iranien que de l'Anatolie, qui s'intègrent aux populations locales. La vague de néolithisation s'est notamment répandue dans les vallées de la Koura et de l'Araxe.
Ces communautés préhistoriques pratiquaient l'agriculture et l'élevage et étaient au moins partiellement sédentaires. Plusieurs variétés de céréales (blé, orge, froment, millet) sont cultivées et stockées dans des silos, comme l'attestent des découvertes réalisées à Göytepe, en Azerbaïdjan, et probablement extrapolables à d'autres sites. Les communautés préhistoriques produisent également des lentilles et des pois.
La poterie est quasiment absente dans certains des plus anciens sites de cette culture. Même dans les phases de développement ultérieures, elle demeure rare. Il s'agit pour l'essentiel de vases assez grossiers. Certains présentent des décors géométriques et anthropomorphes en relief.
La culture de Shulaveri-Shomu (6 000-4 000 ans avant notre ère) a pu coexister avec d'autres cultures au sud du Caucase. Le site de Metsamor (en) (6 000-2 000 ans), près de Taronik (Arménie), révèle une ville fortifiée et une ville basse.
Il n'existe aucune preuve archéologique que les cultures du Caucase du Sud de type néolithique se soient propagées dans le Caucase du Nord, la chaîne principale du Caucase constituant une barrière à cette expansion. Ainsi, depuis le Mésolithique jusqu'à la fin du VIe millénaire av. J.-C., la densité de population dans le Caucase du Nord reste apparemment extrêmement faible. La culture de Darkveti-Meshoko (en) (vers 5000–3500/3300 av. J.-C.) est la plus ancienne communauté agricole connue du Caucase du Nord. Elle correspond à l'installation sur ce territoire de populations qui furent les premières à y apporter les principales technologies transformatrices du mode de vie néolithique. Les populations de ces établissements ont, semble-t-il, également contribué à la propagation de l'agriculture et du pastoralisme depuis l'Asie occidentale jusqu'aux steppes entre le Don et la Volga dans la première moitié du Ve millénaire avant notre ère.
Parmi les cultures proches on compte les cultures pontiques en Ciscaucasie.

## Chalcolithique
Des traces de techniques propres à l'âge du cuivre ont été mises au jour à Metsamor, ainsi qu'à Yarim Tepe (Iran) (en) et Turang Tepe voir le tableau synoptique des principales cultures préhistoriques de l'Ancien Monde et les sites de Zveli (Géorgie) et d'Aknashen-Khiatunarkh (Arménie),.

## Âge de bronze

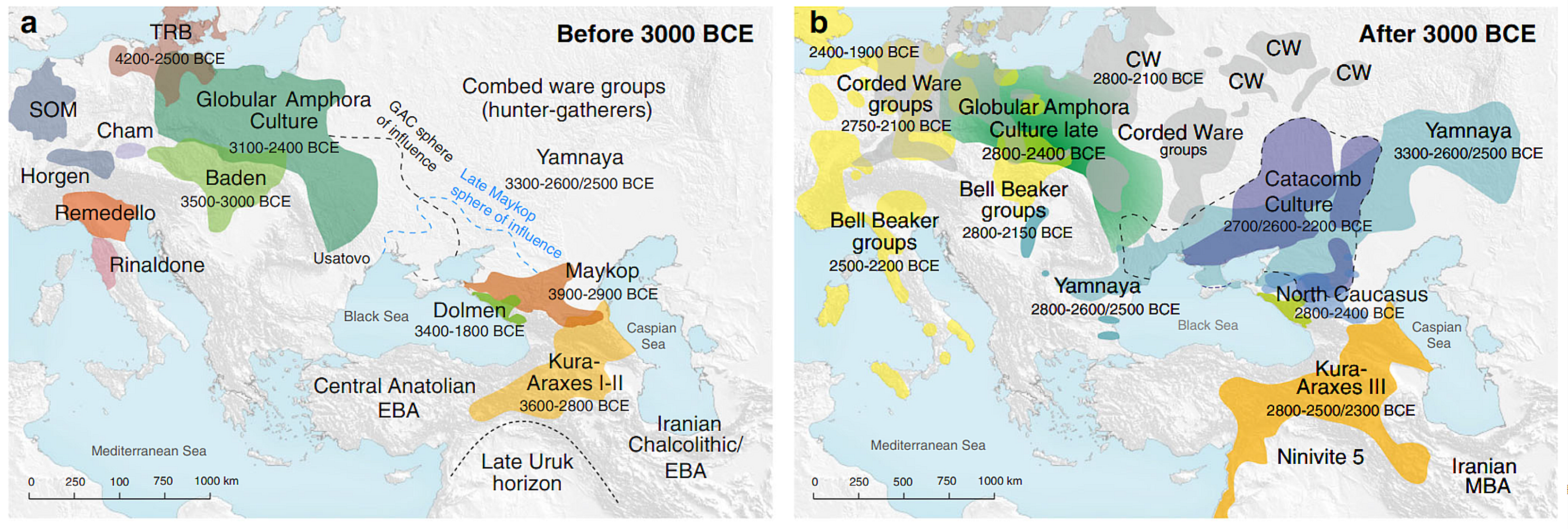
La culture Kouro-Araxe et la répartition des cultures archéologiques en Europe et dans le Caucase avant et après 3000 av. J.-C.

La culture Kouro-Araxe (vers 3400-2000 av. J.-C.) se développe essentiellement dans le sud du Caucase, dans l'est de l'Anatolie et dans le nord-ouest de l'Iran. Elle se serait formée localement à partir des traditions des communautés locales tout en incorporant des influences culturelles d'autres régions.
Cependant, selon Giulio Palumbi, la céramique rouge et noire typique de cette culture serait originaire d'Anatolie orientale, puis se serait diffusée vers le Caucase où elle se serait mélangée aux traditions locales.
La population est avant tout constituée d'agriculteurs-éleveurs. L'élevage des bovins et des moutons et, dans une moindre mesure, des chèvres, constitue une des principales activités. L'élevage des chevaux se développe durant une phase tardive, bien qu'il ait sans doute débuté précocement. L'importance de cette culture témoigne d'un mode de vie sédentaire dans la plupart des régions concernées, voire toutes. La viticulture en lien avec la production de vin est attestée dès cette période.
La céramique caractéristique de la culture Kouro-Araxe, de très bonne qualité, est de couleur rouge et noire. La forme des pots se distingue de celle des pots des cultures chalcolithiques précédentes. Ces nouvelles formes suggèrent des usages différents et des traditions culinaires distinctes, par exemple l'importance des aliments bouillis de type ragoût.
Au nord du Caucase, la culture de Maïkop s'étend en Ciscaucasie à partir de la péninsule de Taman, jusqu'aux contreforts du Grand Caucase et du littoral de la mer Noire (anciennement "Pont-Euxin") à l'ouest, et vers l'actuelle Tchétchénie à l'est. Elle subit l'influence de la culture Kouro-Araxe. Elle est surtout connue pour ses pratiques d'enterrement (inhumation) : sépultures bordées de pierres et surmontées d'un kourgane, qui apparaissent à cette époque. Maïkop est remarquable par l'abondance des objets de bronze finement décorés, ainsi que des objets d'or et d'argent.
L'économie de ces tribus est basée sur l'agriculture par la houe (en pierre ou en bronze) et l'élevage de troupeaux bovins ou ovins, ainsi que de chevaux et de porcs. La cueillette semble également avoir une certaine importance. Les établissements humains de l'époque, construits de façon éphémère, consistent en des huttes de planches jointes par de l'argile, de forme carrée ou ovale, d'environ 5 m2. Les habitants utilisent la roue et se déplacent en chariots : un chariot a notamment été découvert dans le kourgane de Starokorsounskaïa, dans le Kouban  (nord du Caucase). L'agriculture prend souvent la forme de cultures en terrasses, ce qui constitue l'un des plus anciens exemples connus de ce type de pratique.
La commune de Martkopi (Martqopi) est célèbre pour la découverte, dans la vallée d'Ulaveri, de plusieurs riches kourganes funéraires, marquant le début de la culture des kourganes de la Transcaucasie centrale. La culture de Martkopi peut être datée d'environ 2550 av. J.-C.
À l'âge du bronze, Metsamor (Arménie) semble avoir été une ville de 10,5 hectares, avec murs cyclopéens et ziggourat, destinée à s'étendre jusqu'à cent hectares avec forteresse, palais, complexe de temples, observatoire, fonderie de cuivre, zones résidentielles et zone funéraire d'environ 100 ha supplémentaires. Voir la culture de Novotitorovka (en) (6 300-5 700 ans avant le présent), la culture des catacombes (4 800-4 200 ans) en Ukraine, la culture de Sroubna (3 600-3 200 ans) et la  culture des dolmens du Caucase occidental (ca).

## Âge du fer
L'Âge du fer au Caucase précède l'âge du fer en Europe, qui en découle[réf. nécessaire].
Le Caucase du Nord est une marge de la constellation des peuples scythes.
Les Cimmériens étaient un peuple cavalier nomade initialement signalé dans la steppe pontique, au nord du Pont Euxin (aujourd'hui la mer Noire), comme ce sera aussi le cas, après eux et successivement, des Scythes, des Sarmates, des Iazyges, des Roxolans, des Alains, des Huns, des Avars, des Bulgares, des Magyars, ainsi que de nombreux peuples turcs (Khazars, Petchénègues, Coumans (Kiptchaks), Tatars…). Les Cimmériens étant les plus anciennement mentionnés, les sources écrites (des passages d'Hérodote et de Strabon, des tablettes assyriennes…) sont très succinctes.
La culture de Koban (1100-400) concerne surtout l'Ossétie.
Le Caucase du Sud relève du royaume hourrite d'Urartu (860-590). L'ancienne forteresse urartéenne d'Erebouni, construite en -782, est à l'origine d'Erevan.
L'Empire perse achéménide (559-330).
À l'époque des Séleucides (305-64), l'Atropatène (-323 - + 226) forme une satrapie mèdique indépendante, correspondant à peu près à l'Azerbaïdjan.

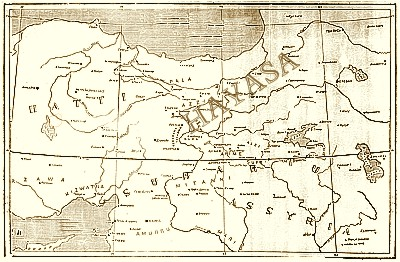
Confédération Hayasa-Azzi vers -1300
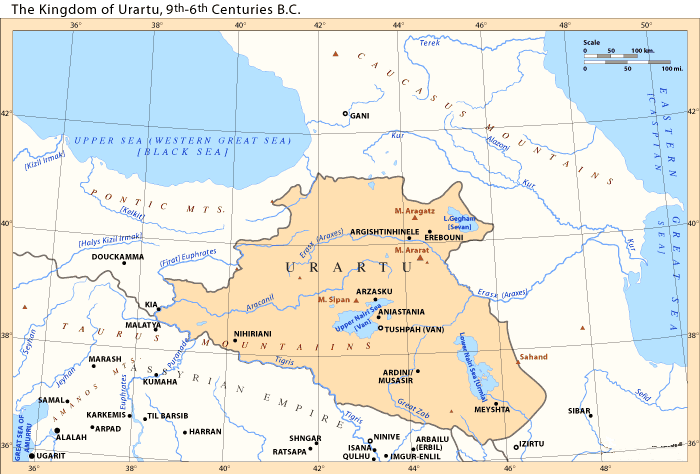
Urartu, vers -750
Urartu, -715 à -713
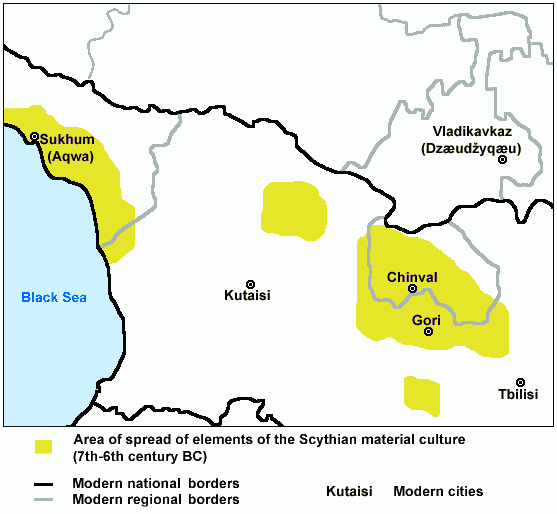
Sites scythes du Caucase, -650 à -550
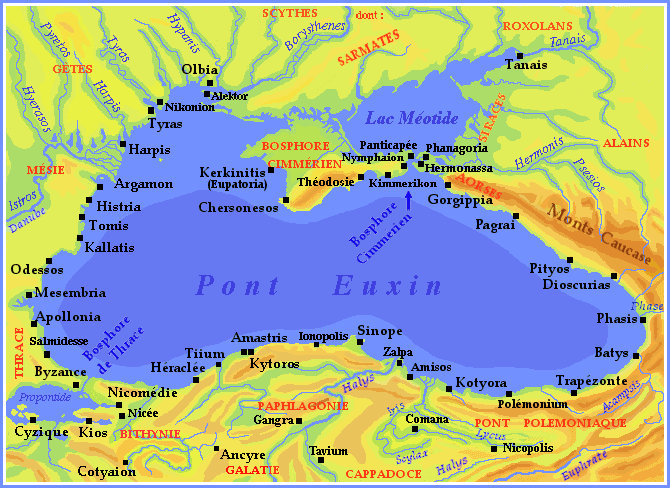
Colonies grecques pontiques, - 625 à -510

Parmi les peuples associés à l'âge du fer régional : Hittites, Mouchki, Hayasa-Azzi (1380-1190), Urartu, Gasgas/Casquéns, Cimmériens, Scythes, Sarmates, Roxolans, Alains, Empire néo-assyrien (911-609 av. J.-C.)
Parmi les cultures correspondantes : culture colchidienne (ouest de la Géorgie), culture de Koban (de -1100 à -400) en Ossétie (site de Klin-Yar (en)), culture Kharatchoï (en Tchétchénie, Ingouchie et Daghestan) (en lien avec l'organisation clanique en taïp et toukkhoum (et kyam), Culture Khodjali-Gədəbəy (3 300-2 600 ans AP), Azerbaïdjan et Haut-Karabagh.

## Antiquité
L'Empire d'Alexandre le Grand (356-323) est, après sa mort, partagé, par les guerres des Diadoques (322-281), ce qui amène dans la région l'Empire séleucide (305-64), et surtout la transformation de deux satrapies en royaume d'Arménie (-190 - + 428) et Atropatène (-323 - + 226, Azerbaïdjan).
L'ère séleucide, dans la région, prend fin avec les guerres de Mithridate : les Romains annexent le royaume du Pont de Mithridate VI (135-63), placent un roi vassal en Colchide et réduisirent Tigrane II d'Arménie (140-55).
Désormais, les deux grandes puissances voisines, romaines et parthes, impliquent l'Arménie et les autres États du sud du Caucase dans leurs luttes, avec parfois des incursions des Alains du Nord du Caucase.
La guerre parthique de Trajan (114-117) est le pic des guerres perso-romaines et de l'avancée romaine en Orient.
Le christianisme primitif se répand en Perse dès le 2e siècle, contre le mazdéisme zoroastrien : Église de l'Orient, Nestorianisme, Église syriaque orthodoxe.	
L'Arménie est le premier pays à adopter le christianisme, sous Tiridate IV d'Arménie (roi de 298 à 330), grâce à Grégoire Ier l'Illuminateur (257-331) : Église apostolique arménienne, monastère de Khor Virap.
La rivière Koura, entre Mer Caspienne et Mer Noire, est un tracé secondaire de la route de la soie.
Les grands mouvements migratoires, dites invasions barbares perturbent le Nord du Caucase.
Vers 370 la confédération des Huns repousse les Alains dans la montagne : ils tiennent la passe de Darial, nom qui vient de l'iranien Dar-i-Alan (la « porte des Alains »). Vers 340 av. J.-C. et jusqu'en 821 apr. J.-C.) est signalée l'« Albanie du Caucase » (Aghwank pour les Arméniens). Deux autres royaumes de cette période sont la Colchide (de -1650 à -164 av. J.-C.) et l'Ibérie du Caucase (de 299 av. J.-C. vers 600 apr. J.-C. D'autres peuples, les uns caucasiens, d'autres iraniens, sont cités dans les sources antiques : Caspiens (d'où vient le nom de « mer Caspienne »), Saspeires (en), Colches (Macrons, Machelons, Mosynèques, Hénioques…). Apparaissent également l'Artsakh, la Gogarène, l'Outik, le Paytakaran, les Mèdes (728-549 av. J.-C.), l'Empire perse (728 av. J.-C.-651 apr. J.-C.) où se succèdent les Achéménides (550-330 av. J.-C.), les Parthes (247 av. J.-C.-224 apr. J.-C.) et les Sassanides (224-651 apr. J.-C.), le royaume d'Arménie (336-200 av. J.-C. ; 190-2 av. J.-C. et 52-428 apr. J.-C.), avec la dynastie Arsacide (12-428 de notre ère), le royaume du Pont (grec, -281 à +62), l'Atropatène iranienne (323 av. J.-C.-226 apr. J.-C.) qui précède l'Azerbaïdjan turcophone et le royaume de Lazique (caucasien, de 131 à 697 de notre ère).

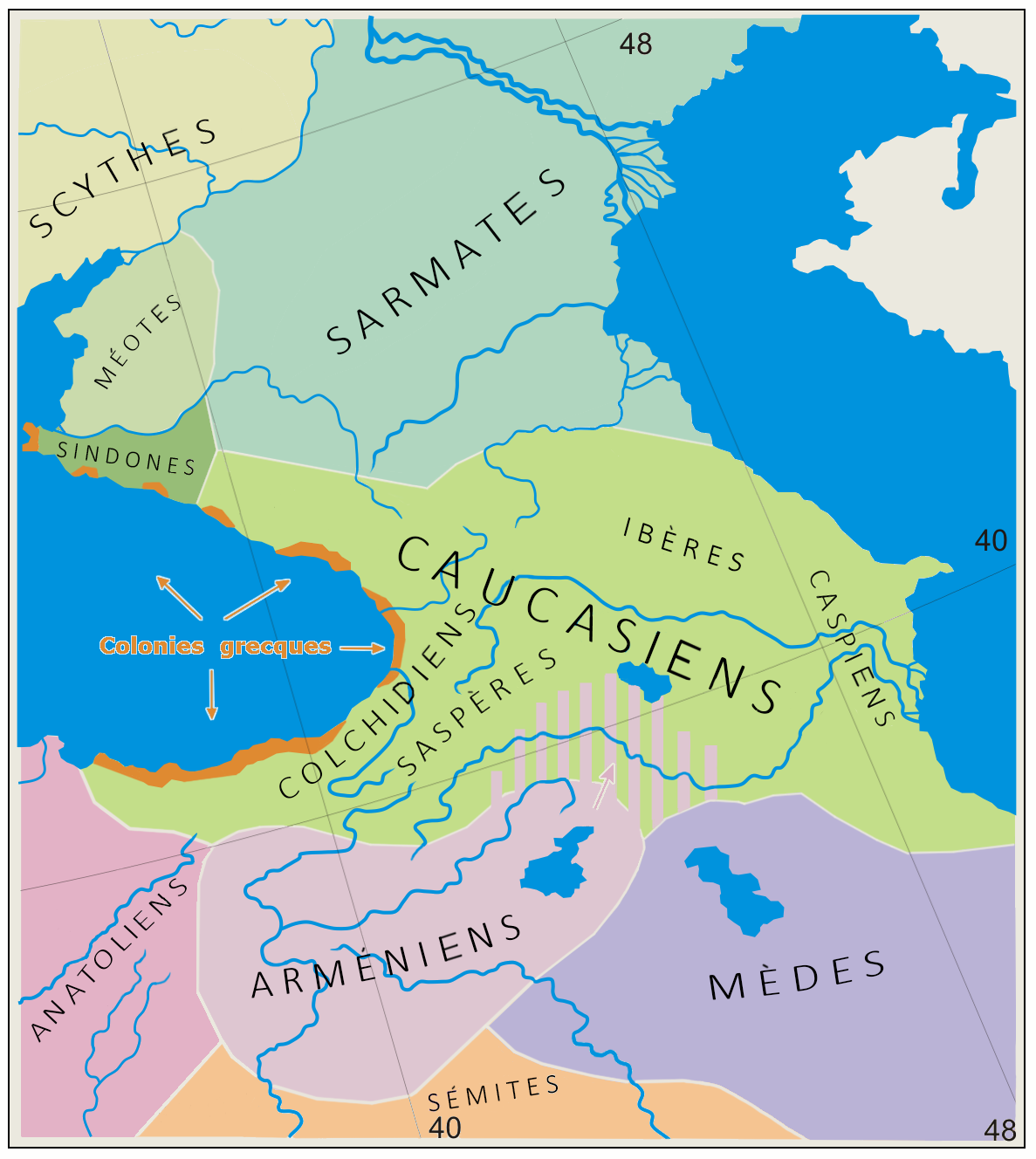
Répartition probable des peuples vers -500
Colchide et Ibérie, 600-150
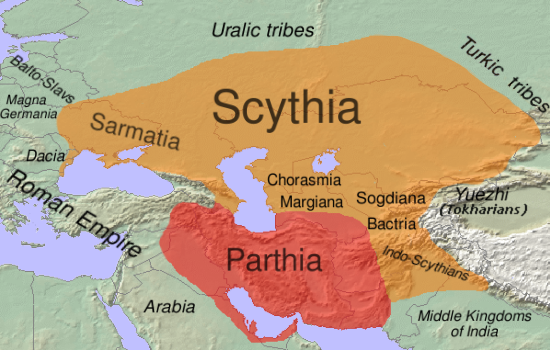
Scythes et Parthes (peuples iraniens) vers -100
Royaume d'Arménie vers -80
Royaume d'Arménie vers -60
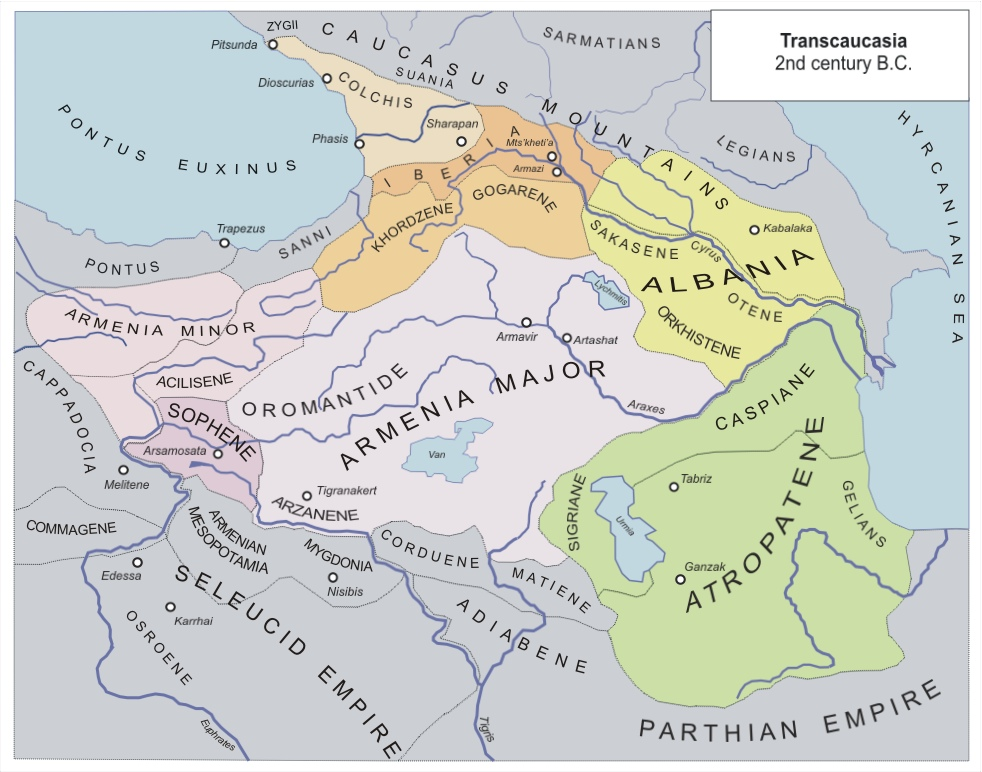
Caucase-Sud vers 100-200
Arménie arsacide/Aghdzenik vers 150
Karthli (Ibérie) et royaume de Lazique vers 150
Royaume de Lazique vers 250
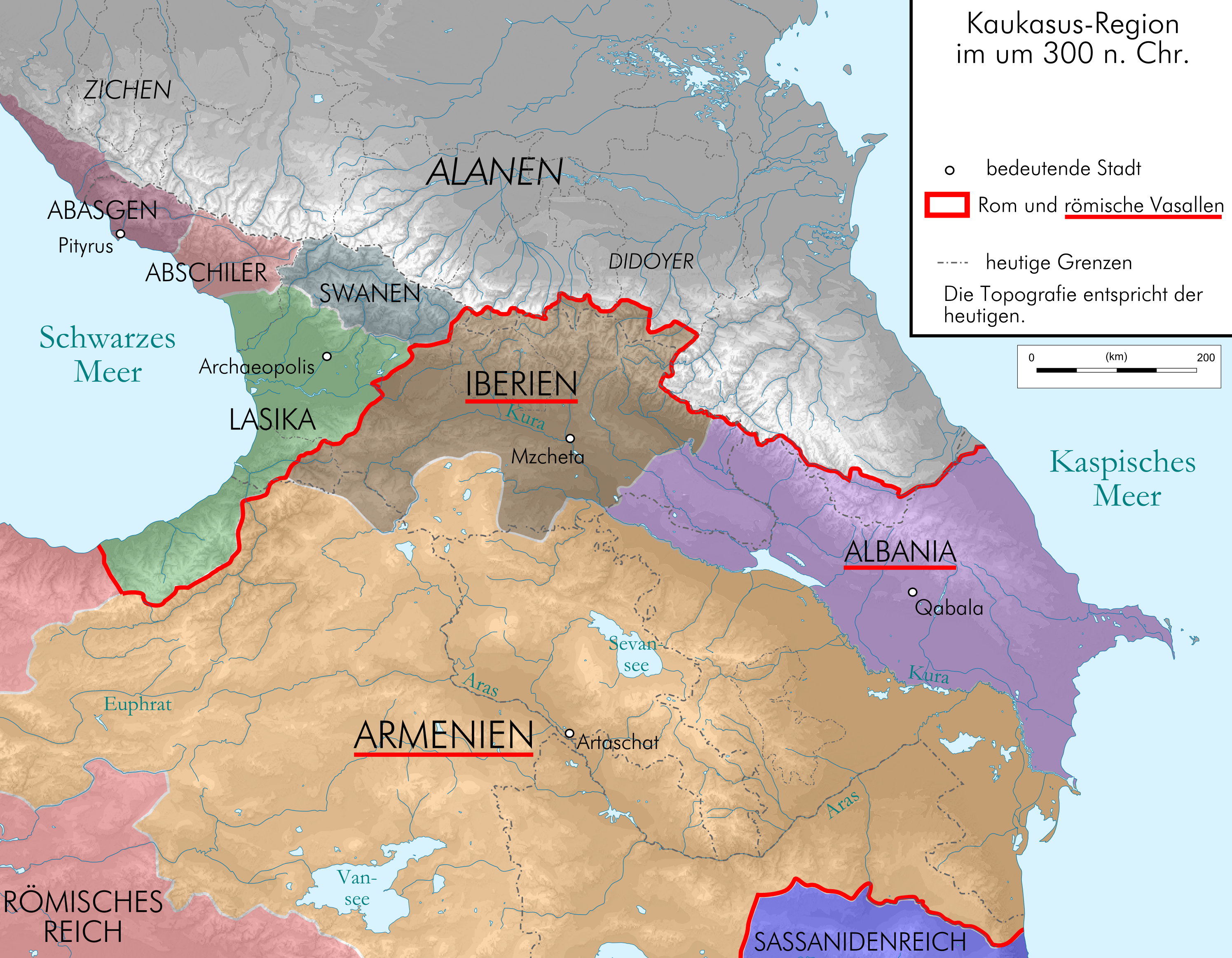
Caucase Sud, 300
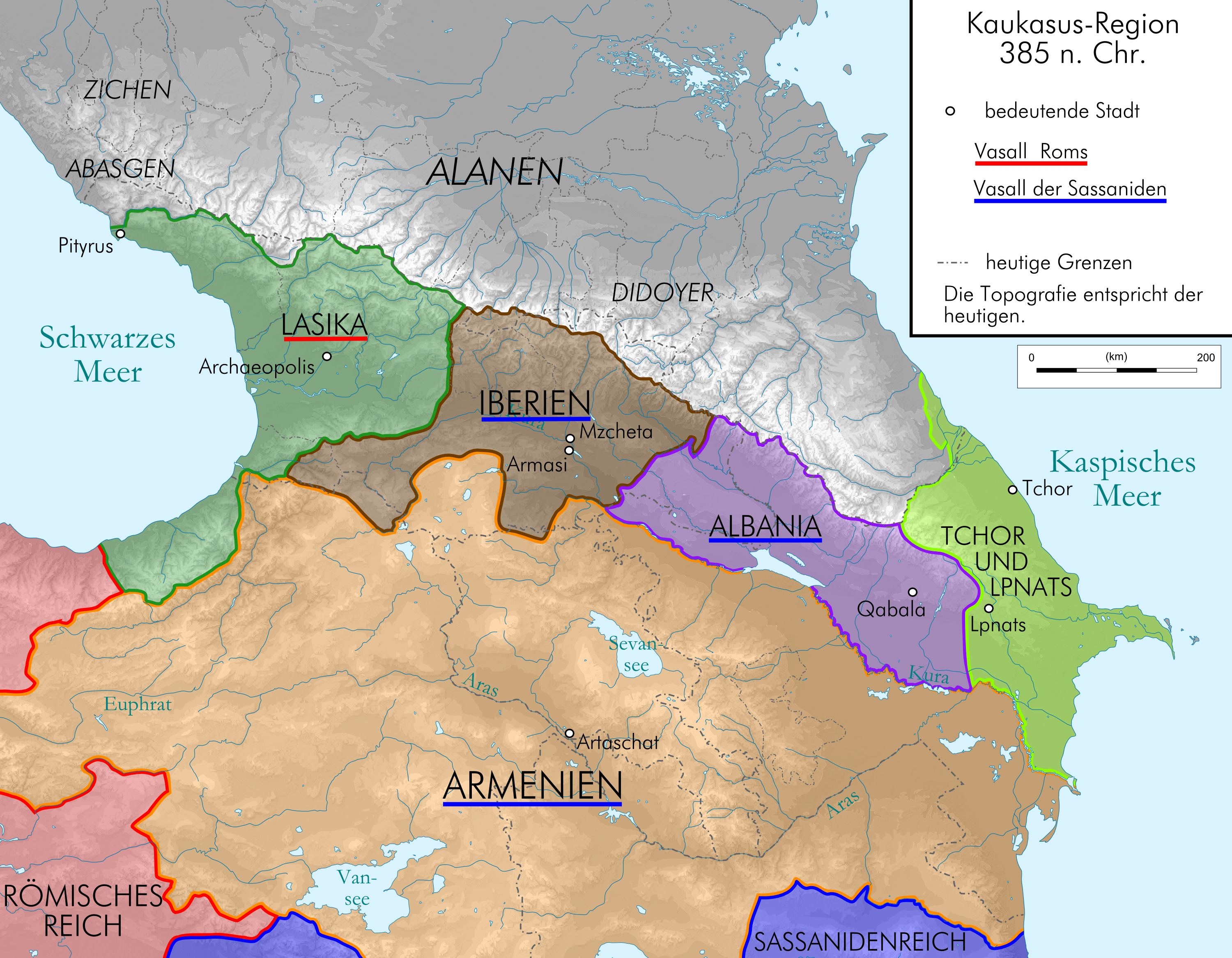
Caucase, 385
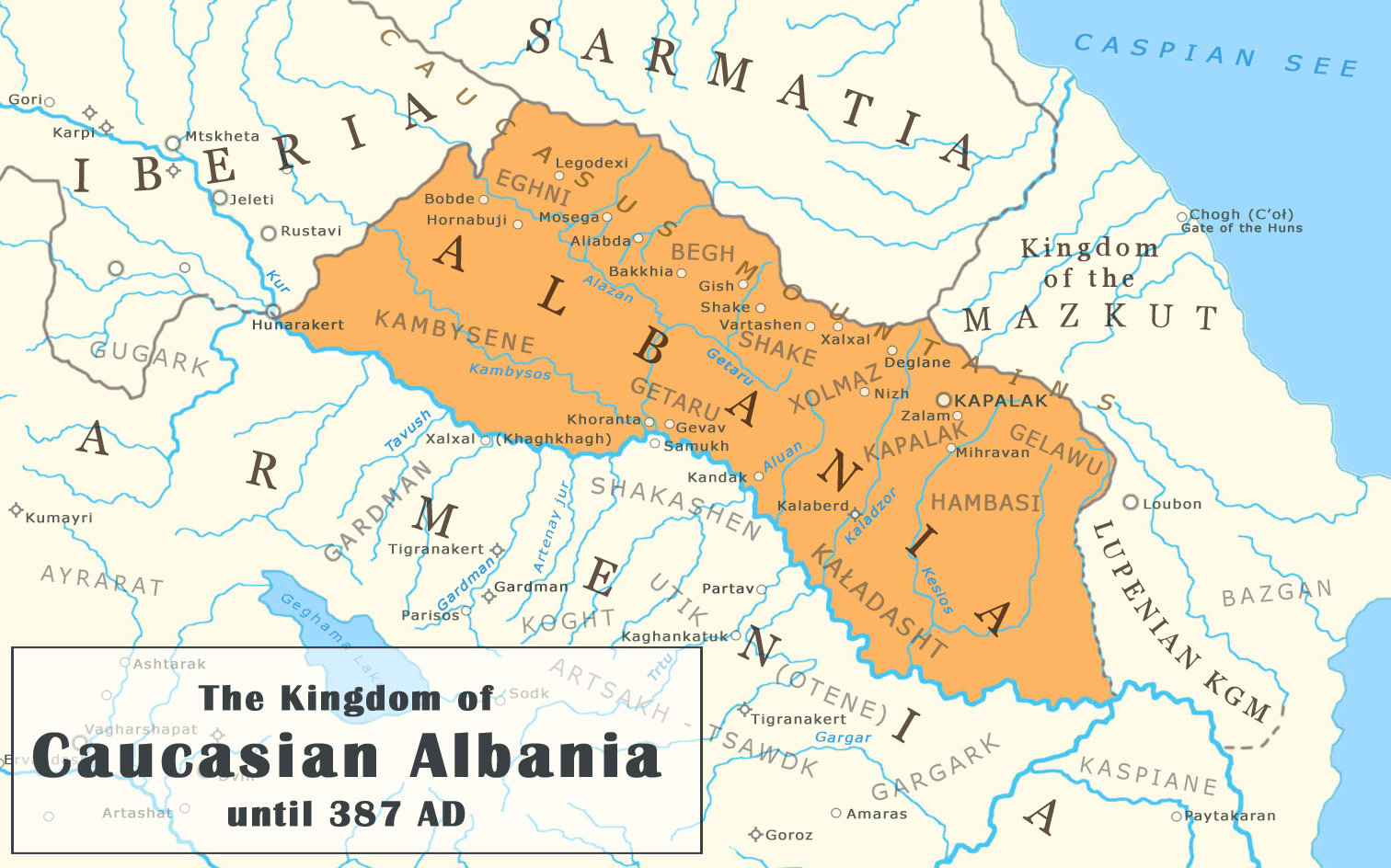
Albanie du Caucase, 387
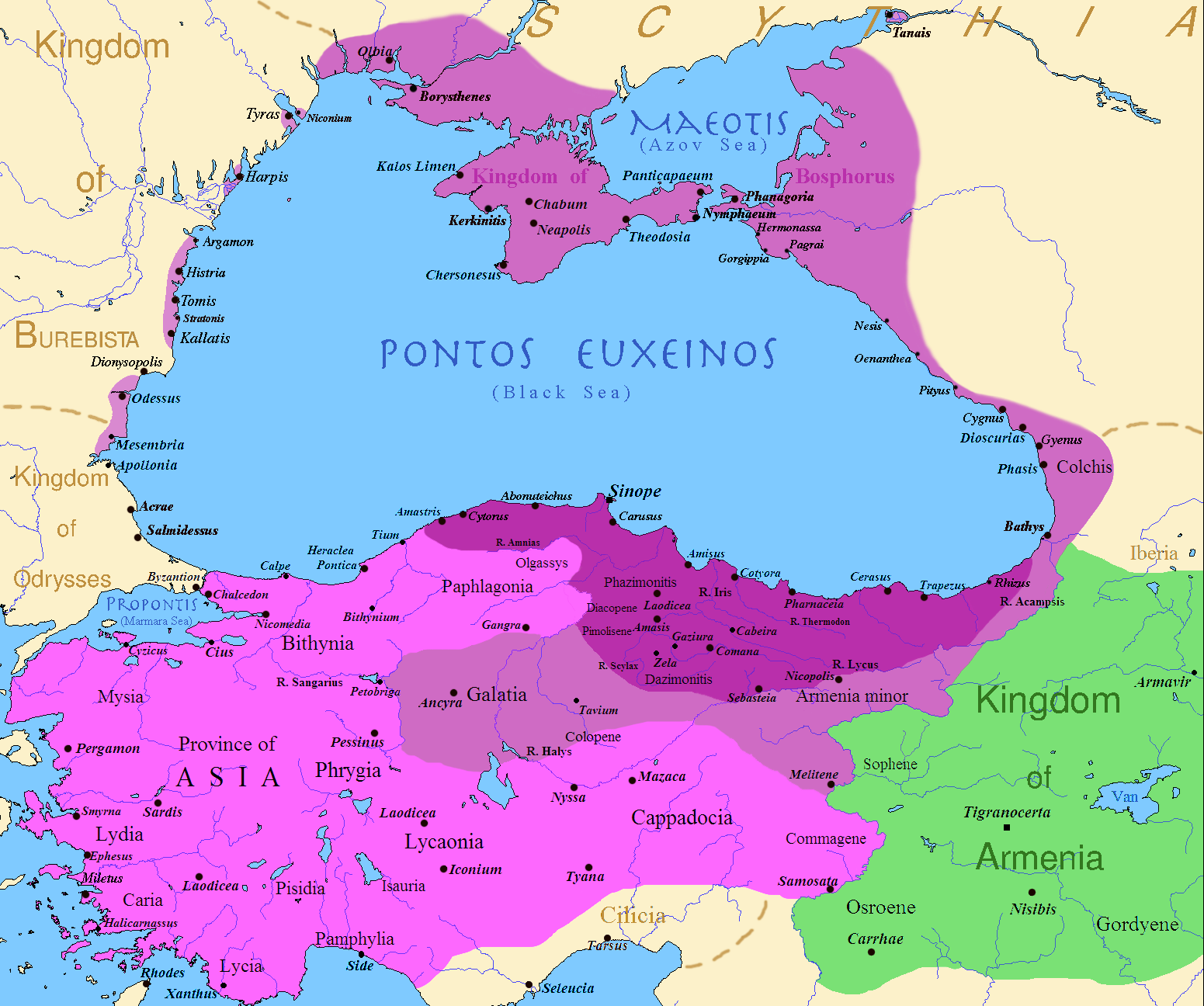
Royaume du Pont vers -90
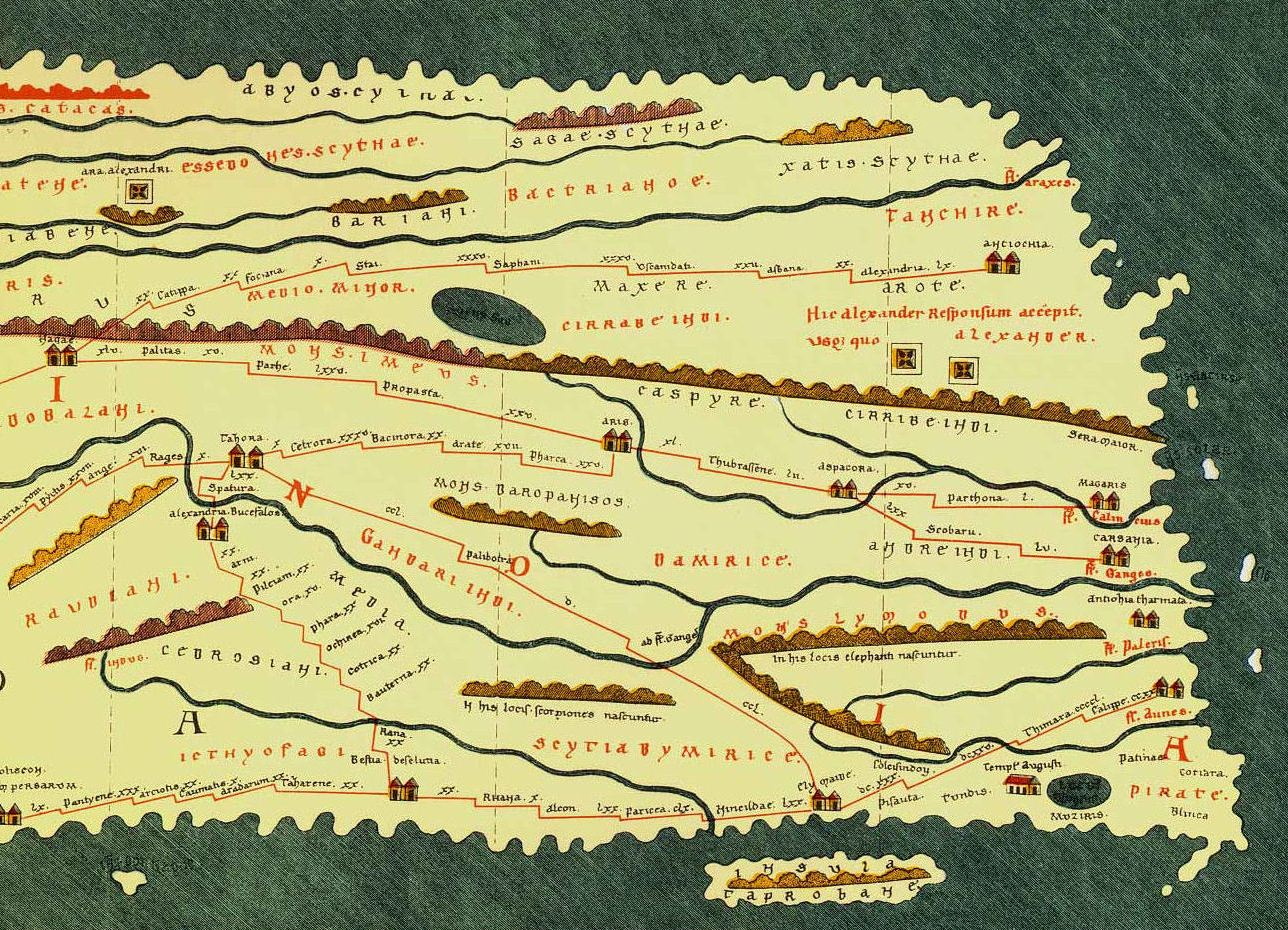
Table de Peutinger : extrémité orientale du monde (Scythie, Inde, Chine), vers 150

## Moyen Âge
L'islam parvient dans l'Est du Caucase dès le VIIe siècle, comme suite de la conquête musulmane de la Perse, à l'époque d'Othmân ibn Affân.
Les Khazars constituent un empire en Circaucasie, pour quelques siècles.
La Géorgie se constitue en puissance régionale.
Les alliances entre les diverses puissances varient, entraînant des conflits.
L'Empire seldjoukide (1037-1194), turco-perse, se maintient près d'un  siècle, cède, à l'Est du Caucase, la place à l'Empire khwarezmien (1077-1231, principalement  en Perse et Transoxiane), perso-turc, lui-même balayé par l'invasion mongole de l'Empire khwarezmien (1218-1221), avec Gengis Khan.
Au XIIIe siècle, le Caucase est ravagé par les Tatars, les Mongols, puis les Ouzbeks.
Les descendance de Gengis Khan établissent, entre autres sur le Nord du Caucase, l'empire de la Horde d'or (1243-1502), et au Sud l'Ilkhanat de Perse (1256-1335), qui entrent en conflits.
Tamerlan (1336-1405), turco-mongol, établit l'Empire timouride (1370-1507).
L'islam prend la place du christianisme en Azerbaïdjan et au Daghestan, aux 14e-16e siècles.
L'Empire ottoman (1299-1922) élimine l'empire de Trébizonde (1204-1461). Les Safavides envahissent et annexent la Géorgie.
La bataille de Tchaldiran (1514) oppose Ottomans et Safavides, qui se partagent la Géorgie.
La Russie (grande-principauté de Moscou (1341-1478), devenue tsarat de Russie (1547-1721)) reconquiert les khanats mongols, d'abord sous Ivan le Terrible (1530-1584), s'étend en Ukraine et en Sibérie.

Caucase, 450
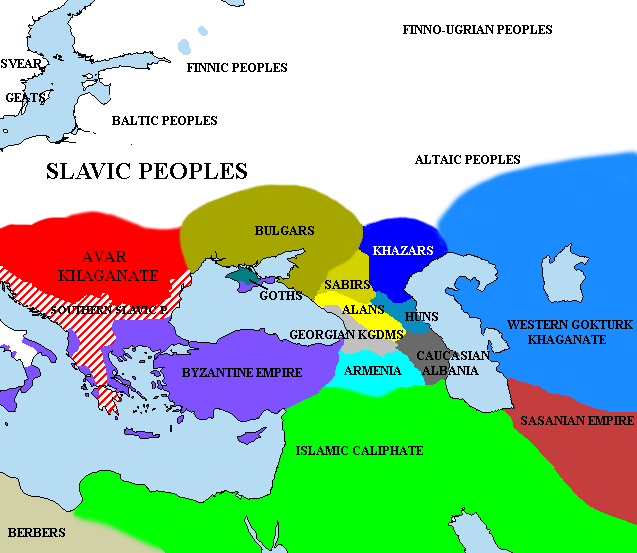
Steppe pontique, 650
L'ancienne Grande Bulgarie, 650
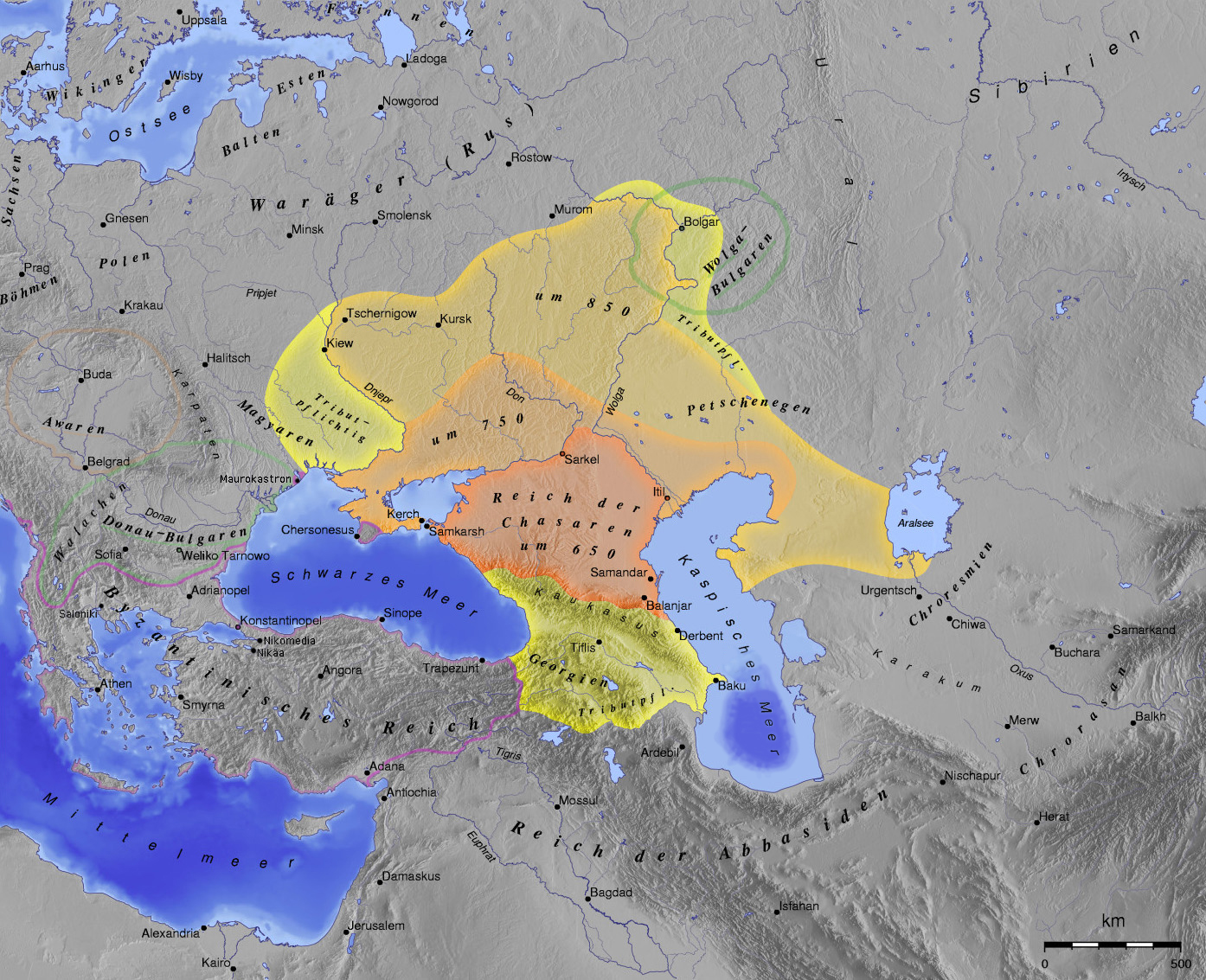
Expansion khazare, 650-750
Caucase, 740
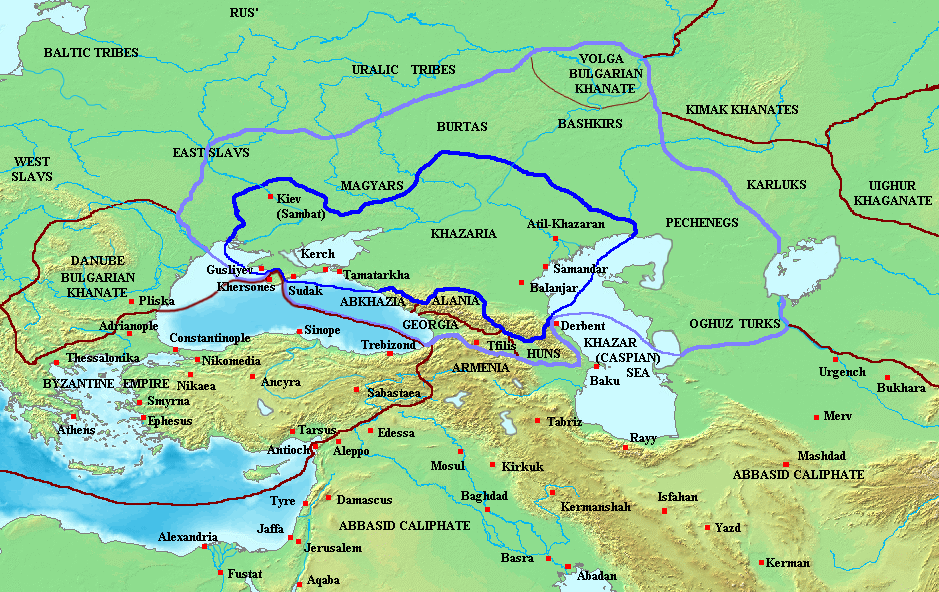
Khazarie, 820
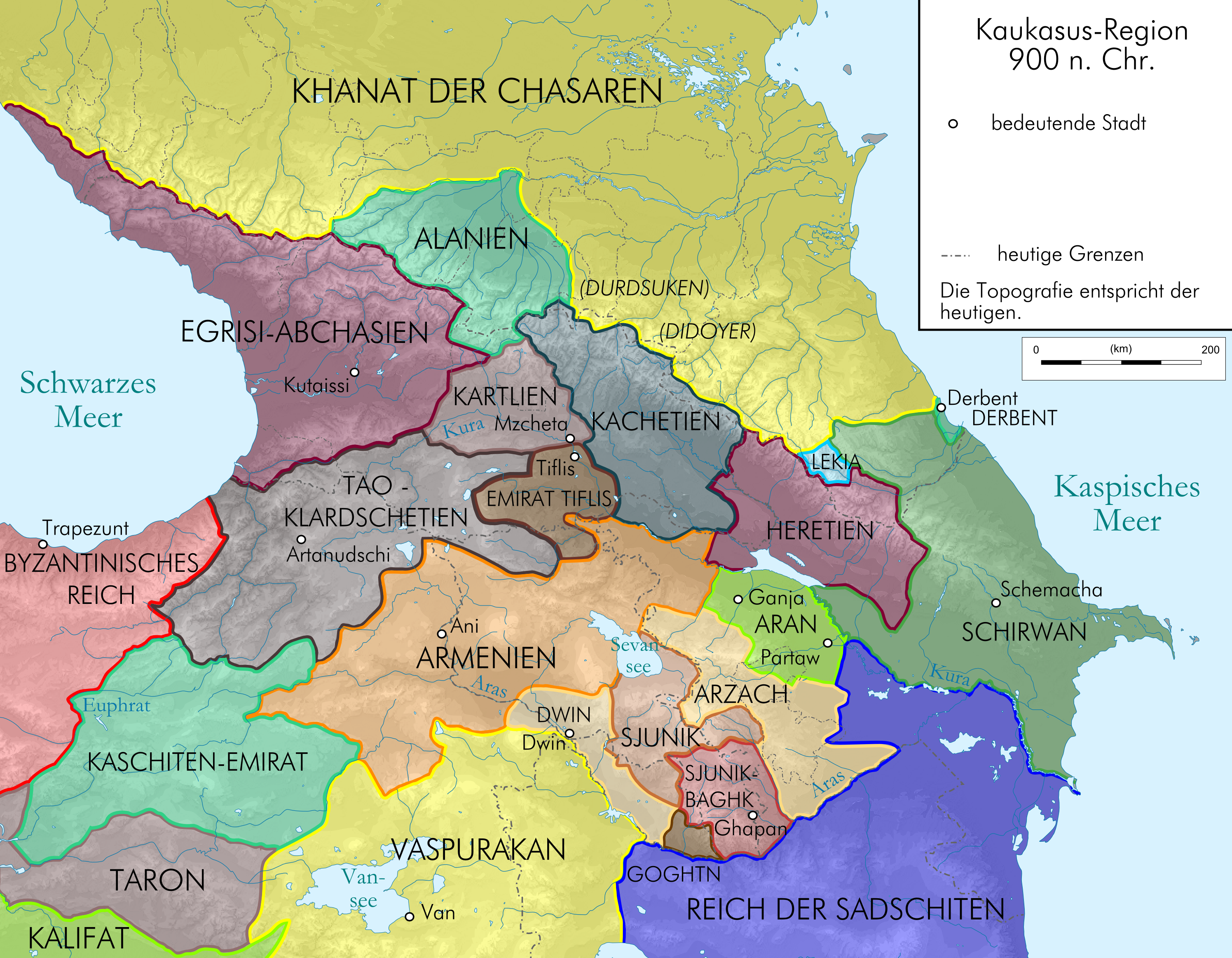
Caucase, 900
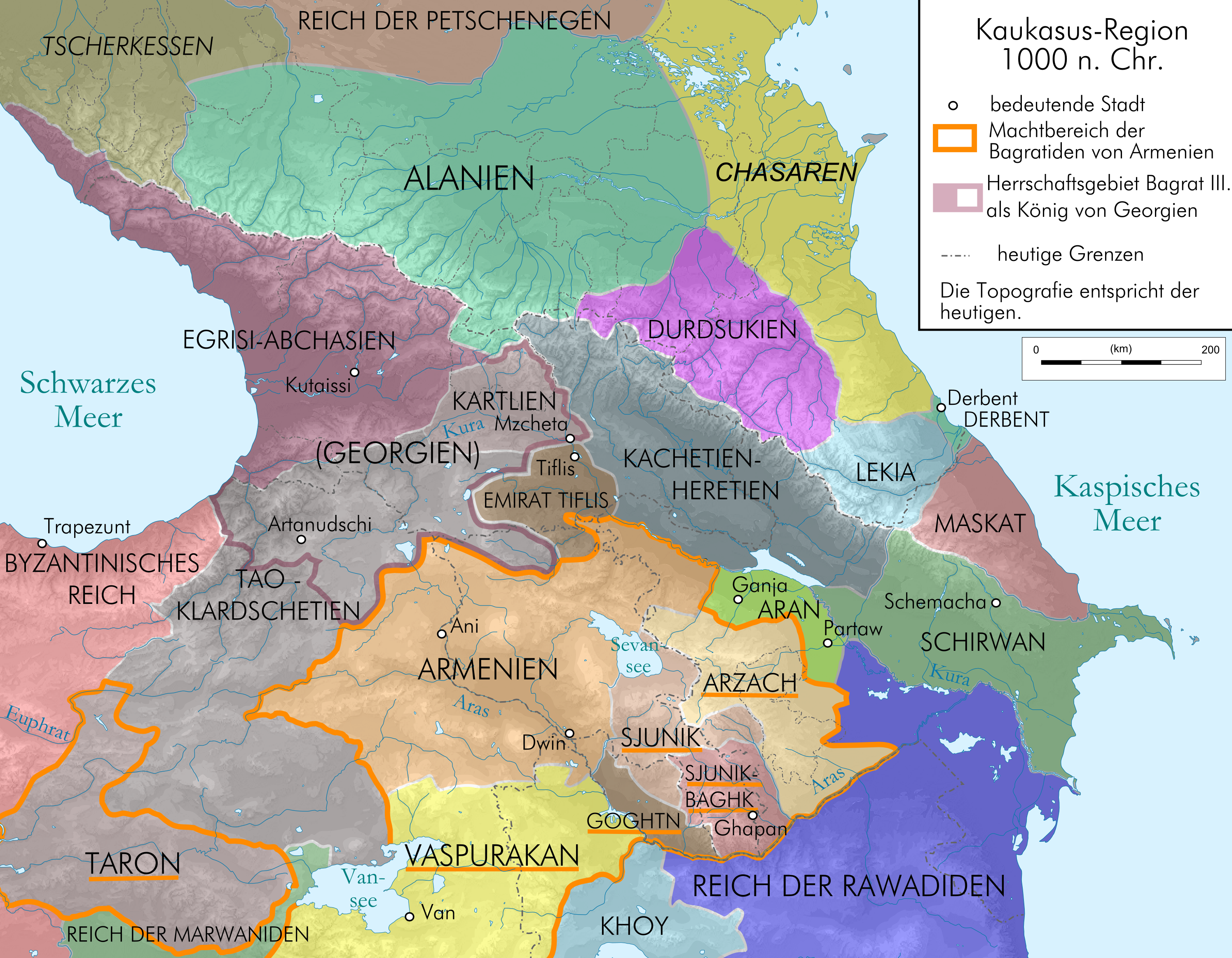
Caucase, 1000
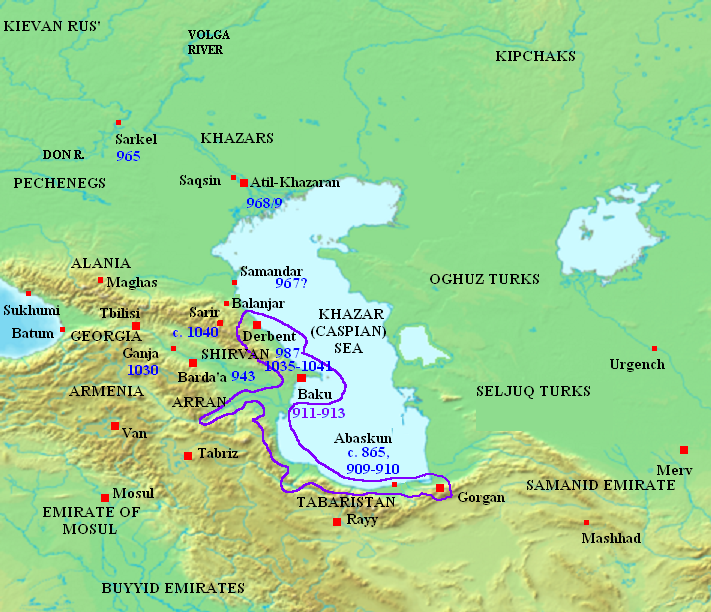
Expéditions de la Rus' en mer Caspienne, 865-1041
Petchénègues, 1030
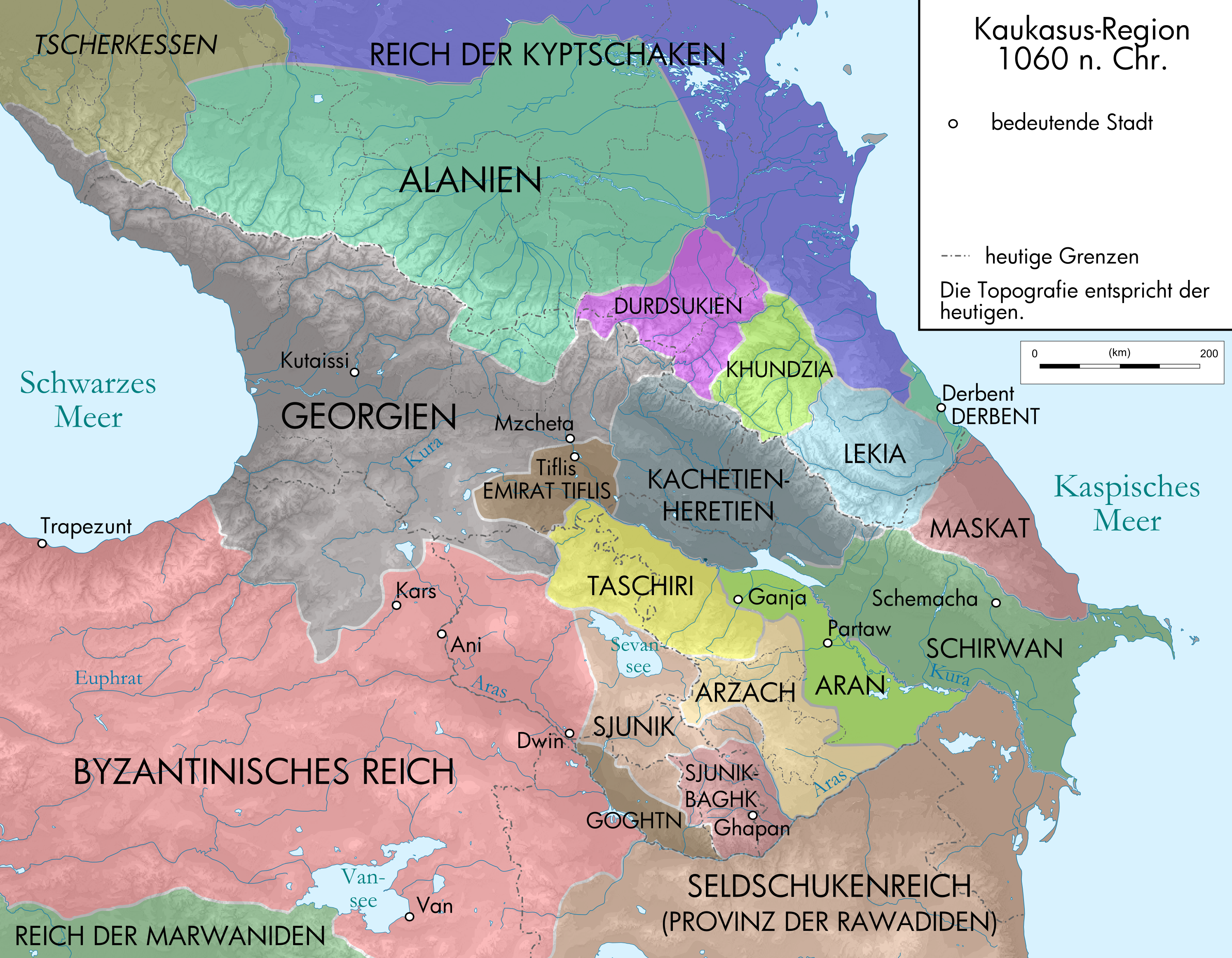
Caucase, 1060
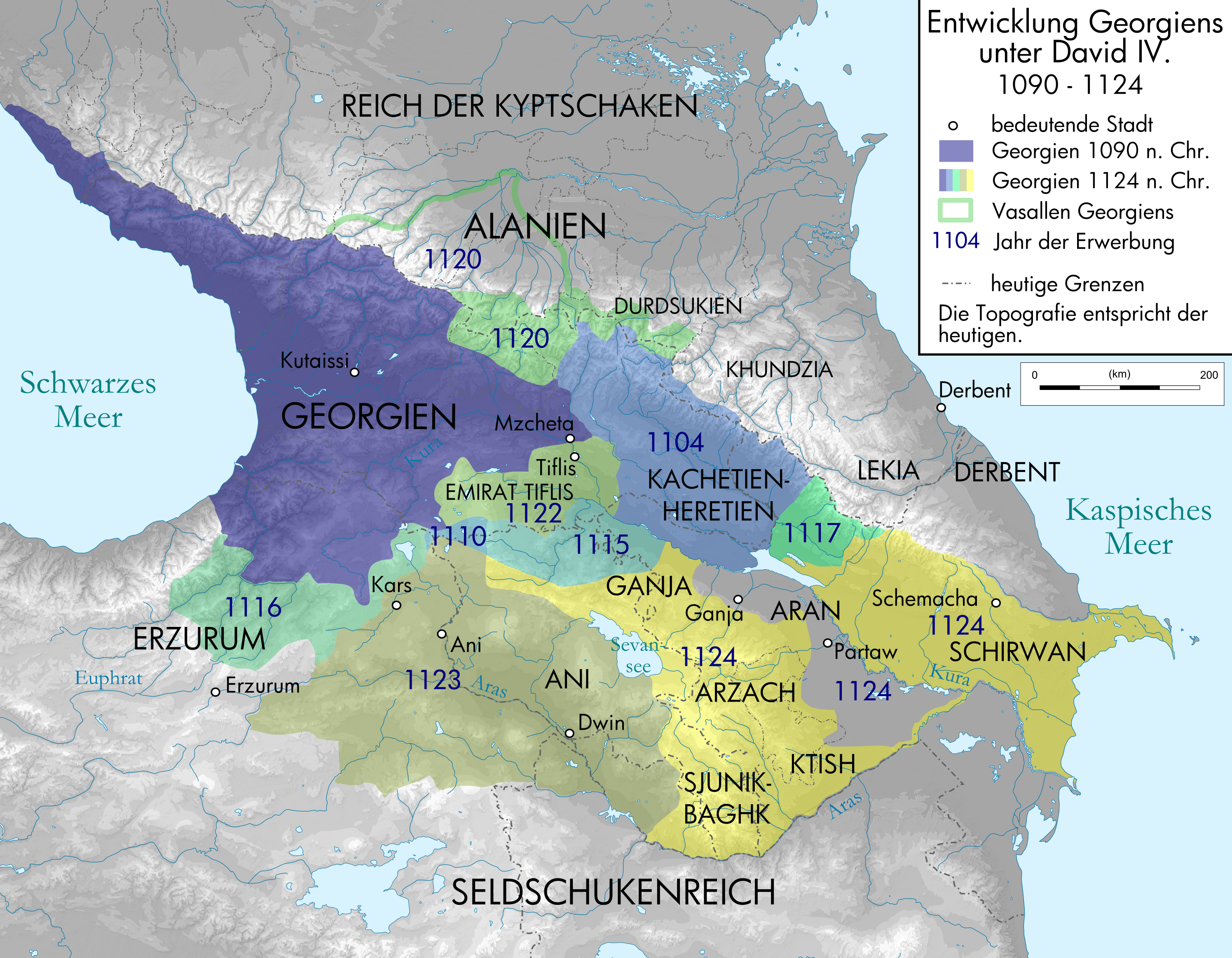
Géorgie, David IV le Reconstructeur, 1090-1124
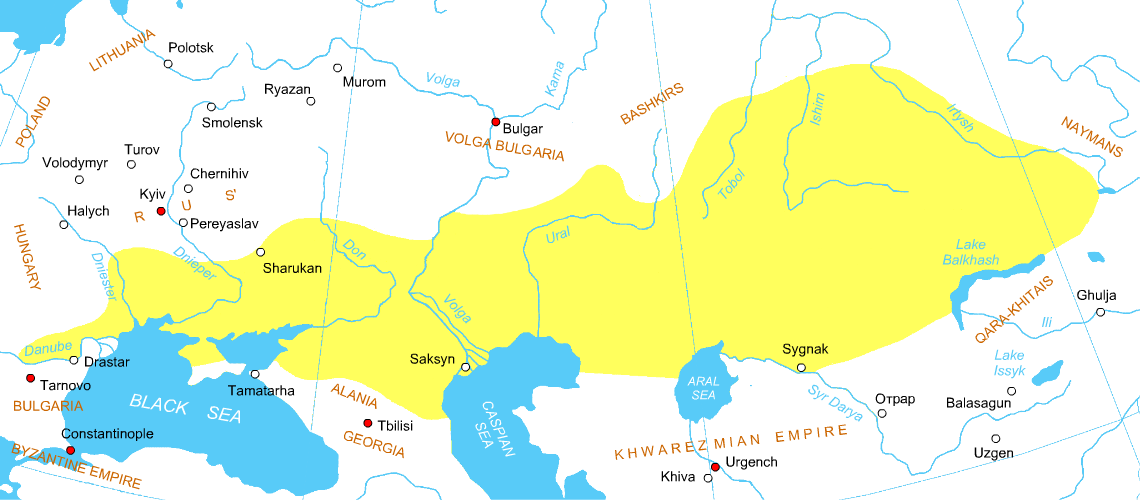
Coumanie, 1200
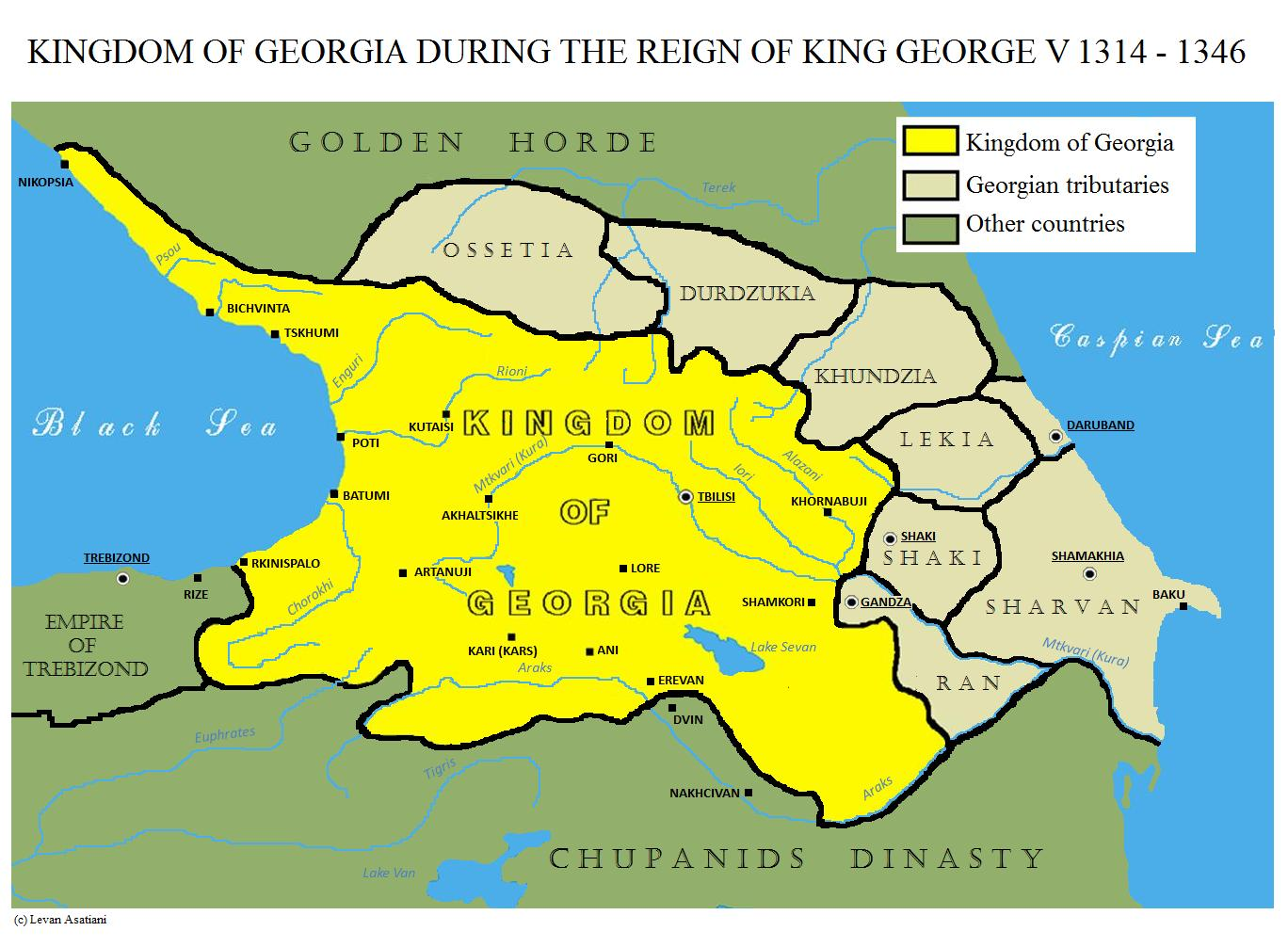
La Géorgie de Georges V le Brillant, 1314-1346.
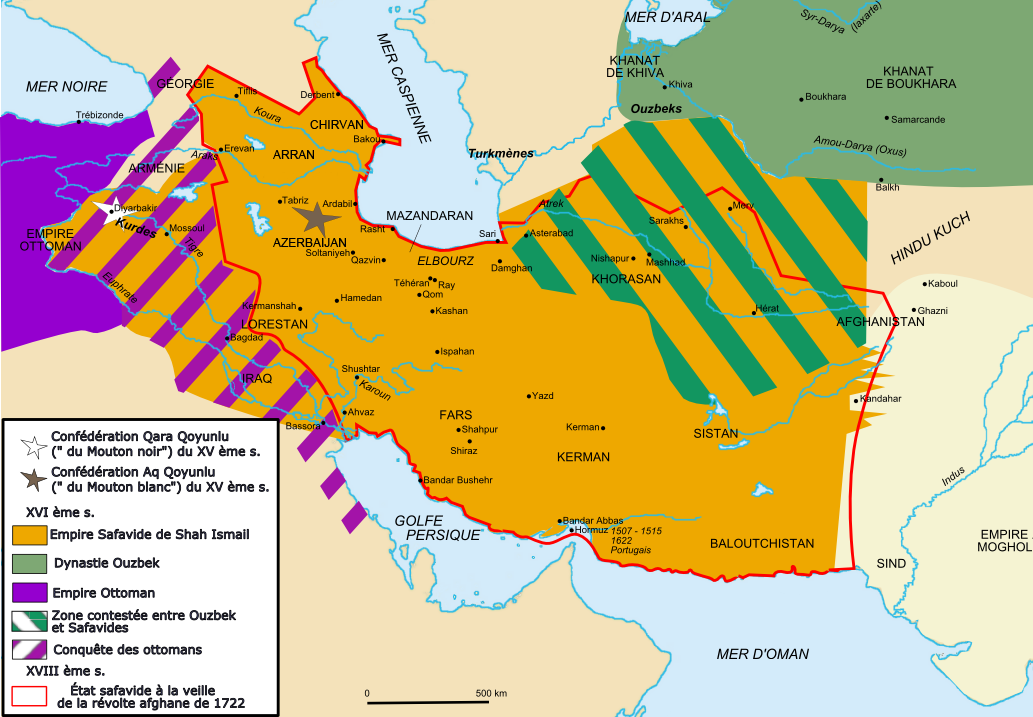
Perse séfévide, 1500

.
Se succèdent, se voisinent ou s'affrontent ensuite les Massagètes, le Maskout, l'Empire byzantin de 330 à 1453, l'Empire perse des Sassanides de 224 à 651 (avec les guerres perso-byzantines de 502 à 528), les guerres turco-persanes (en) (588-629), les guerres arabo-byzantines (634-1180), les Khazars du VIe siècle au XIe siècle, le califat arabe des Omeyyades puis des Abbassides du VIIe siècle au Xe siècle, avec, pris au milieu, les royaumes arméniens des Bagratides du IVe siècle au XIIIe siècle, les royaumes géorgiens des Bagratides du IXe siècle au début du XIXe siècle, les Turcs seldjoukides de 1037 à 1194, les Petchénègues (peuple turcophone, 750-1122), les Coumans (Turcs kiptchaks, 860-1240), les Mongols ilkhanides (1256 à 1335), l'Empire de Tamerlan de 1369 à 1405, l'Empire ottoman à partir du XVe siècle et la Perse des Séfévides puis des Kadjars du XVIe siècle au début du XIXe siècle, avec les neuf guerres ottomano-persanes (de 1514 à 1823).

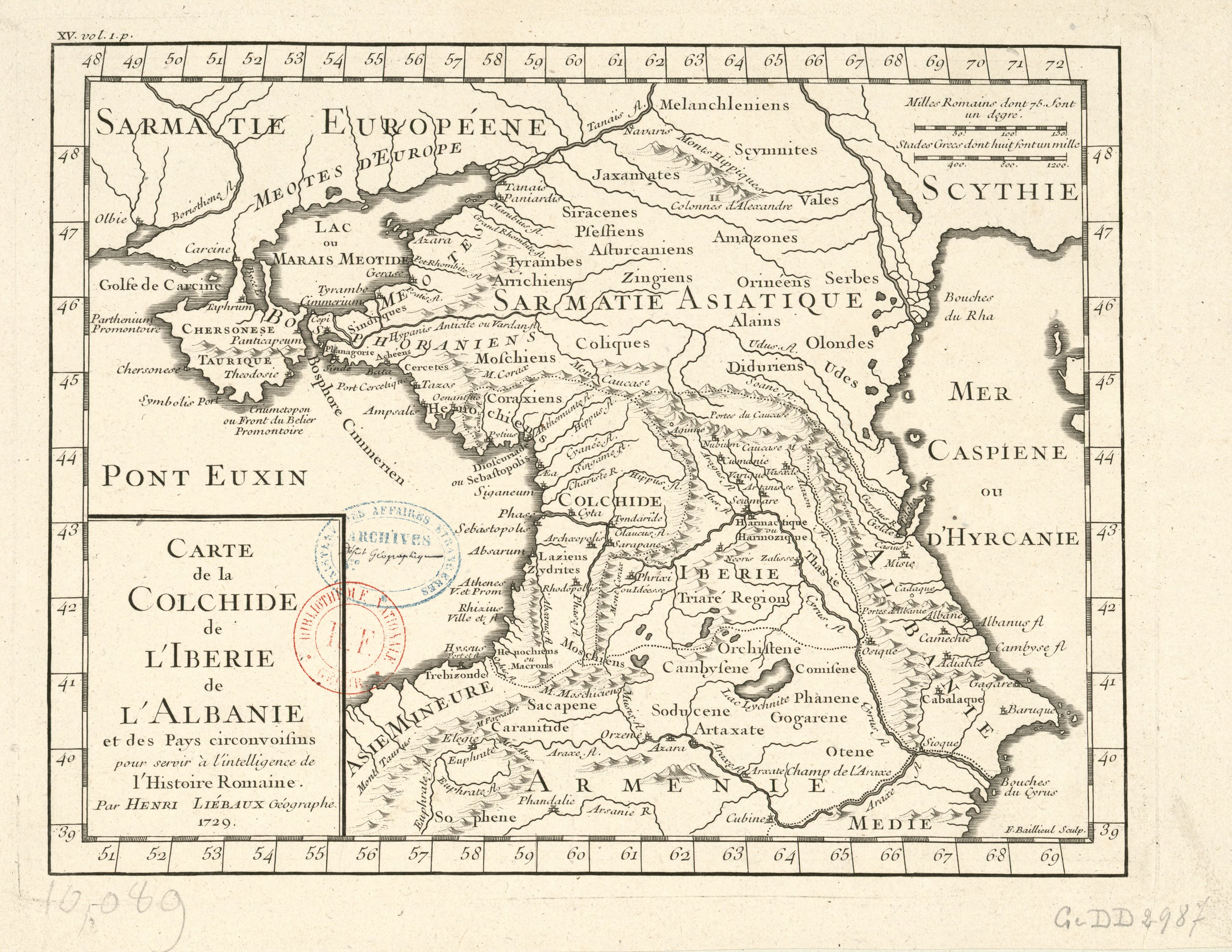
Peuples de Transcaucasie à l'époque romaine
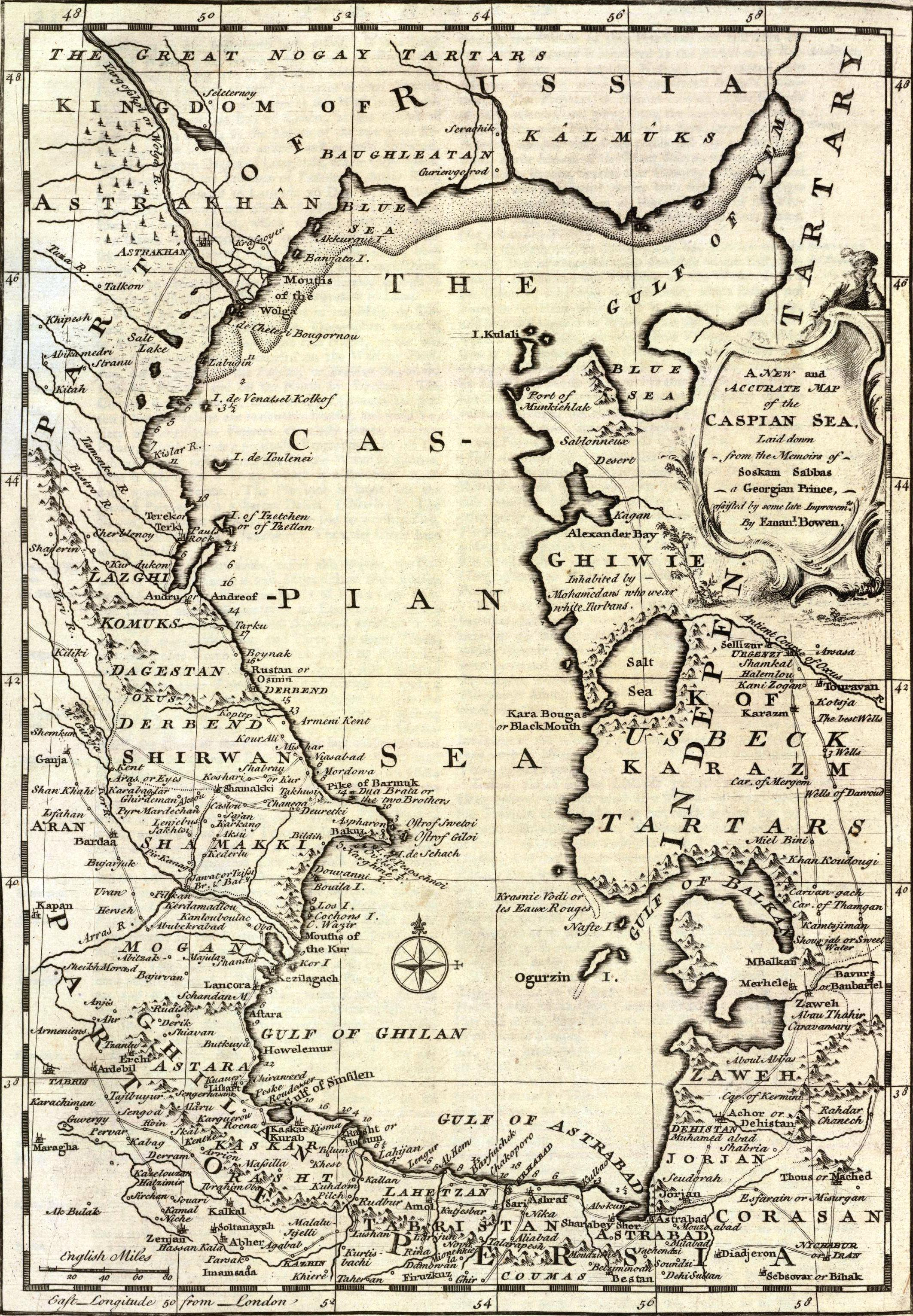
Mer Caspienne, carte de 1747
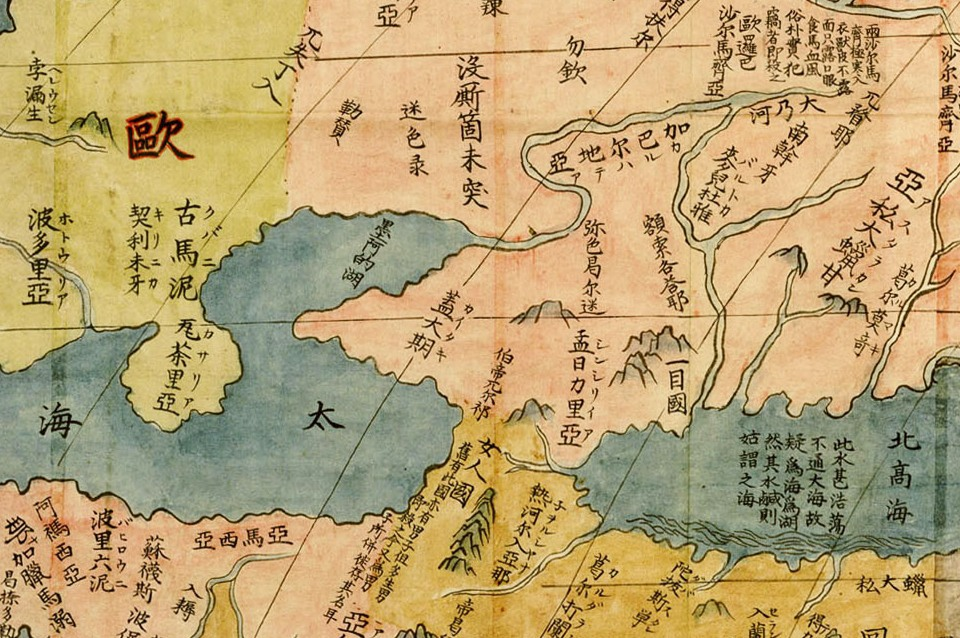
Matteo Ricci, Kunyu Wanguo Quantu (1602, détail)
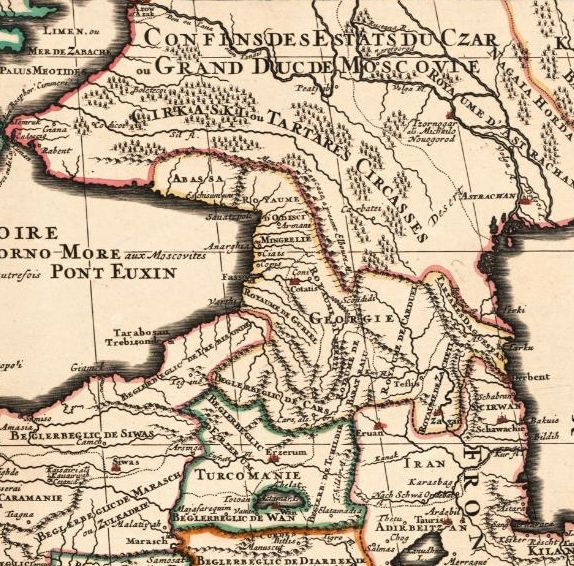
Alexis Hubert Jaillot, Caucase (1696)

## Époque moderne
L'Empire russe (1721-1917) s'étend à l'Ouest et au Sud, Caucase compris, par conquête, annexion ou protectorat : Géorgie, Daghestan, Arménie, Azerbaïdjan.
Parmi les aspects positifs : abolition du servage de 1861 (en Géorgie en 1863-1867), exploitation du pétrole (d'abord à Bakou (1872) puis en Tchétchénie (1893)), route militaire géorgienne (1801-1863), chemin de fer transcaucasien (lancé en 1865, achevé en 1883), route militaire d'Ossétie (1854-1889). 
Mais aussi russification, affrontements sociaux et ethniques, rivalités turco-russes. Après la Première Guerre mondiale et la campagne du Caucase (1914-1918), l'histoire de toute la région relève officiellement de l'histoire interne de l'Union des républiques socialistes soviétiques (1922-1991).
Parmi les événements marquants et les États de la période on recense les khanats (perses) du Caucase, les quatre guerres russo-persanes  (de 1722 à 1828), la guerre russo-circassienne (1763-1864), la guerre russo-turque de 1768-1774, la conquête du Caucase par la Russie (1800-1864), la Guerre du Caucase (1817-1864), l'Imamat du Caucase (1828-1859), la vice-royauté du Caucase (1785-1798, 1881-1917), la déportation des Circassens vers l'Empire ottoman (1858-1864), le mouvement national kurde et les révoltes kurdes, la campagne du Caucase (1914-1918), le génocide arménien (1915-1923), le Comité spécial de Transcaucasie (1917), la république montagnarde du Caucase du Nord (1917-1920), la guerre arméno-géorgienne (1918), l'Assemblée transcaucasienne (1918), la république fédérative démocratique de Transcaucasie (1918), la république démocratique de Géorgie (1918-1921), la république socialiste soviétique autonome de la Montagne (1921-1924), l'invasion soviétique de la Géorgie (1921), l'Affaire géorgienne (1922), la République socialiste soviétique abkhaze (1921-1931), la république socialiste fédérative soviétique de Transcaucasie (1922-1936), le soulèvement géorgien d'août 1924, la Politique anti-religieuse soviétique (1928-1941), l'occupation nazie du nord-Caucase (1941-1943), la collaboration avec l'Axe (1941-1943), les déportations staliniennes (1941-1945), le Front transcaucasien (1941-1945) et la bataille du Caucase (1942-1944).

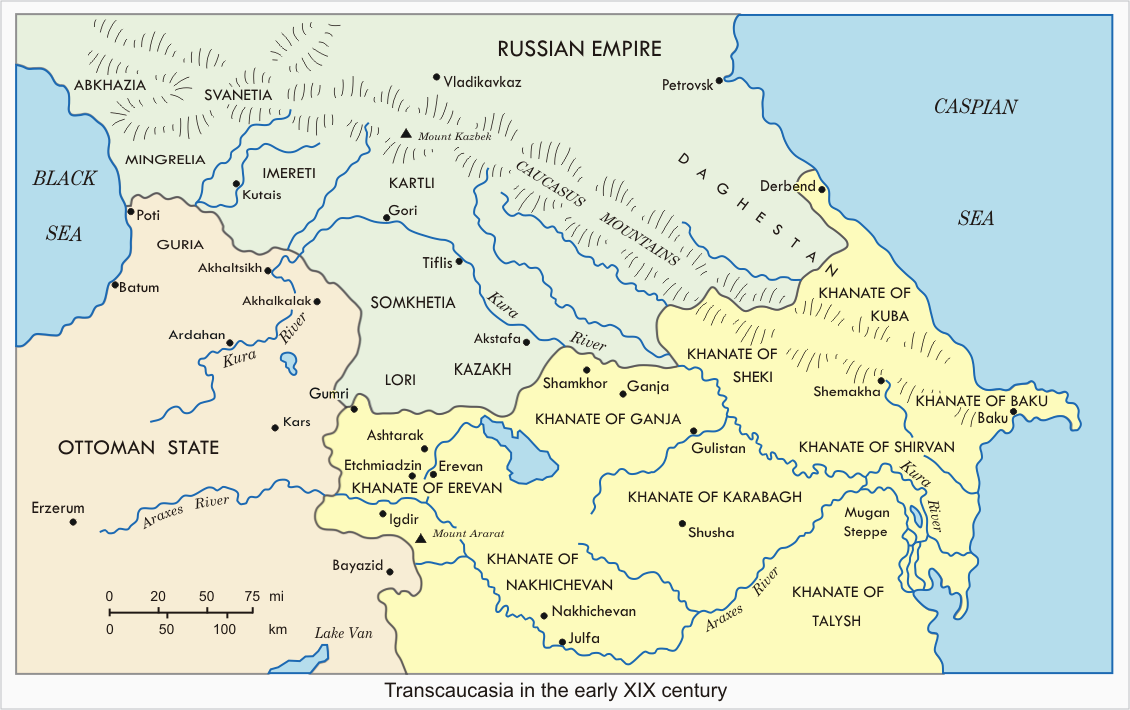
Khanats d'Azerbaïdjan, 1810
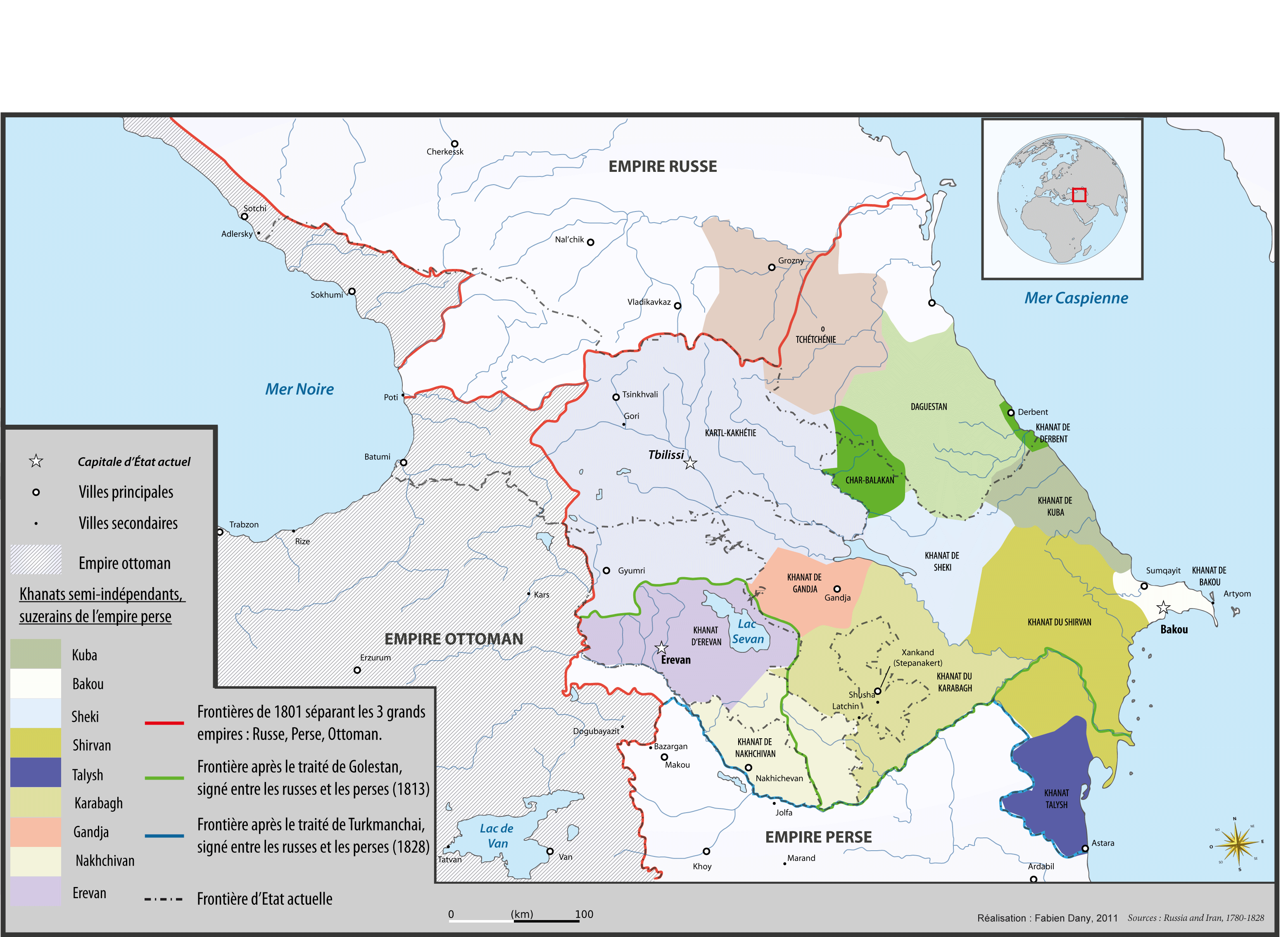
Carte des khanats du Caucase (1817-1864)
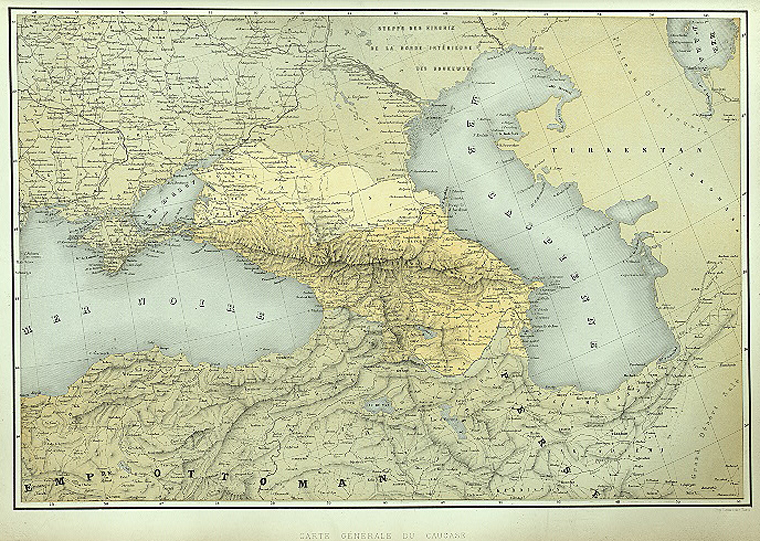
Carte générale du Caucase (1847)
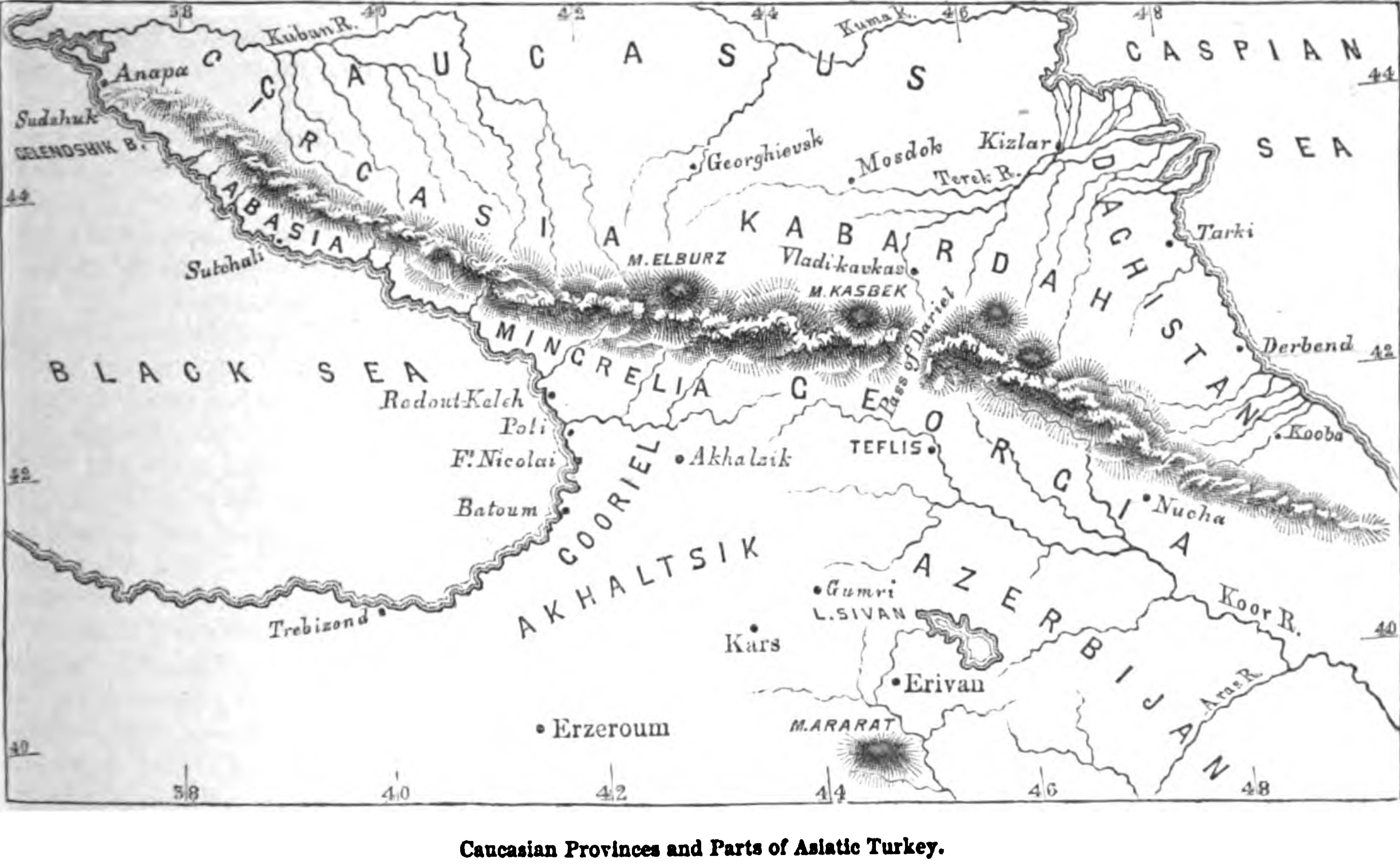
Carte du Caucase durant la guerre de Crimée (1854-1856)
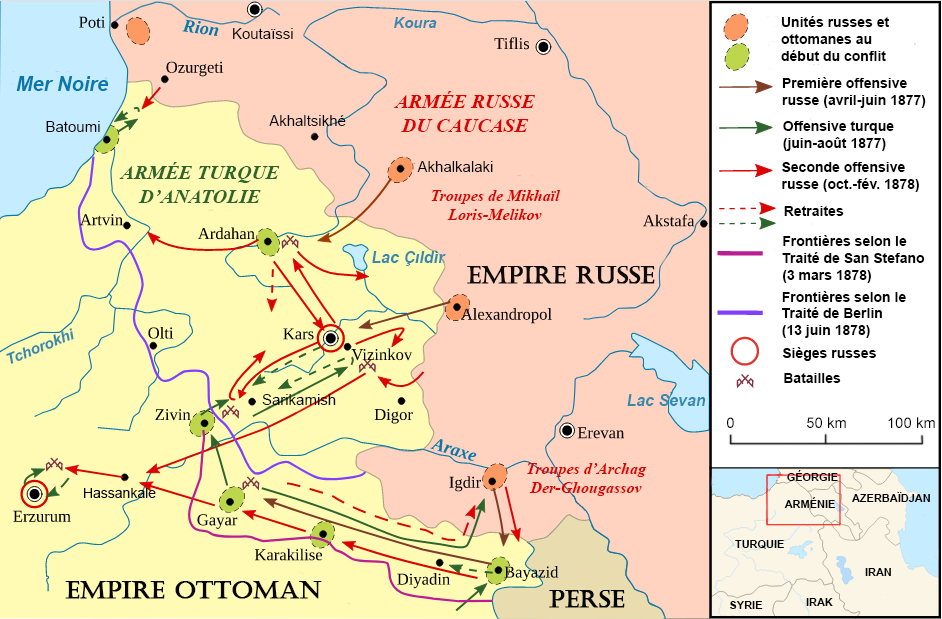
Guerre russo-turque de 1877-1878
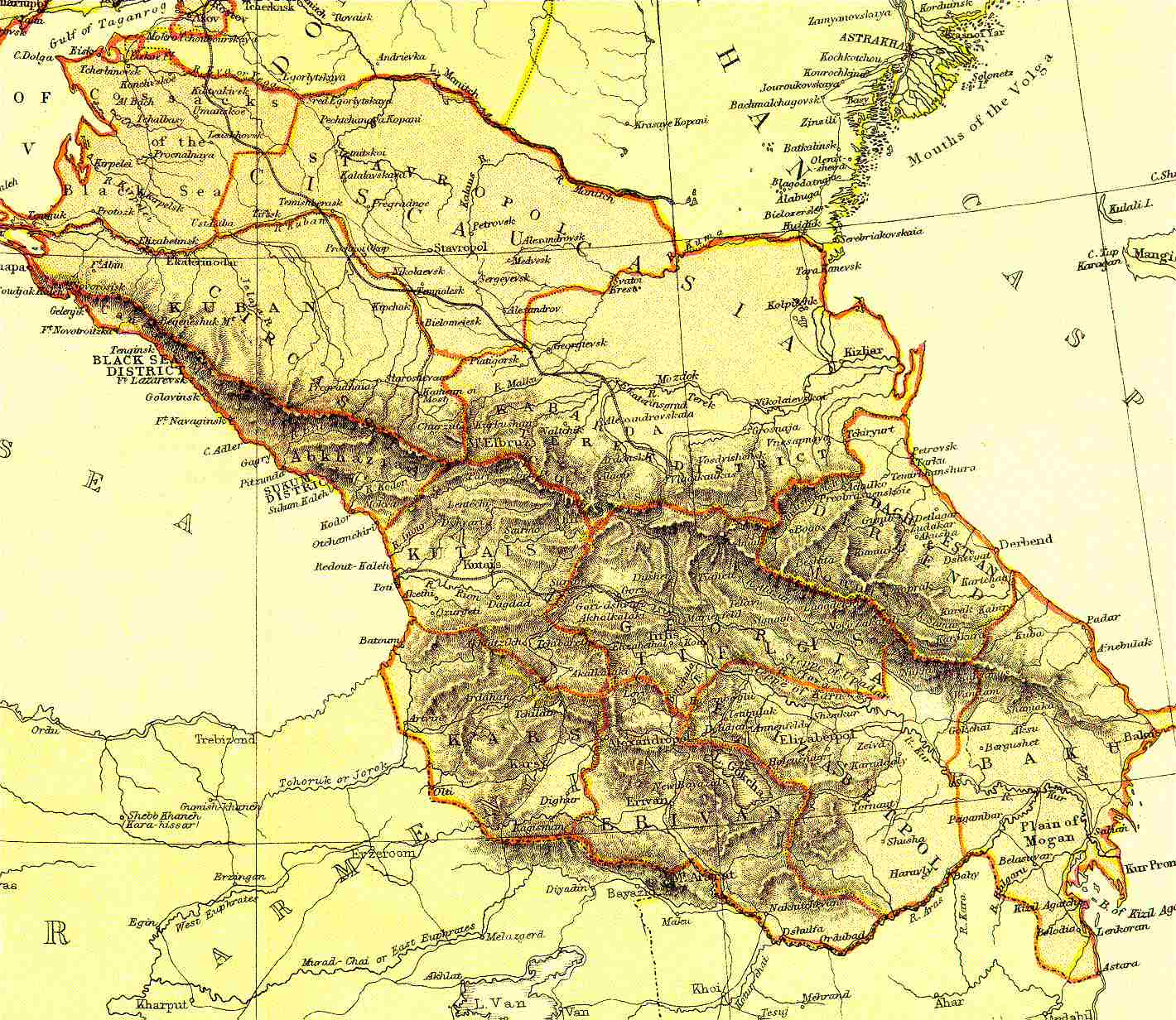
Caucase (1882)
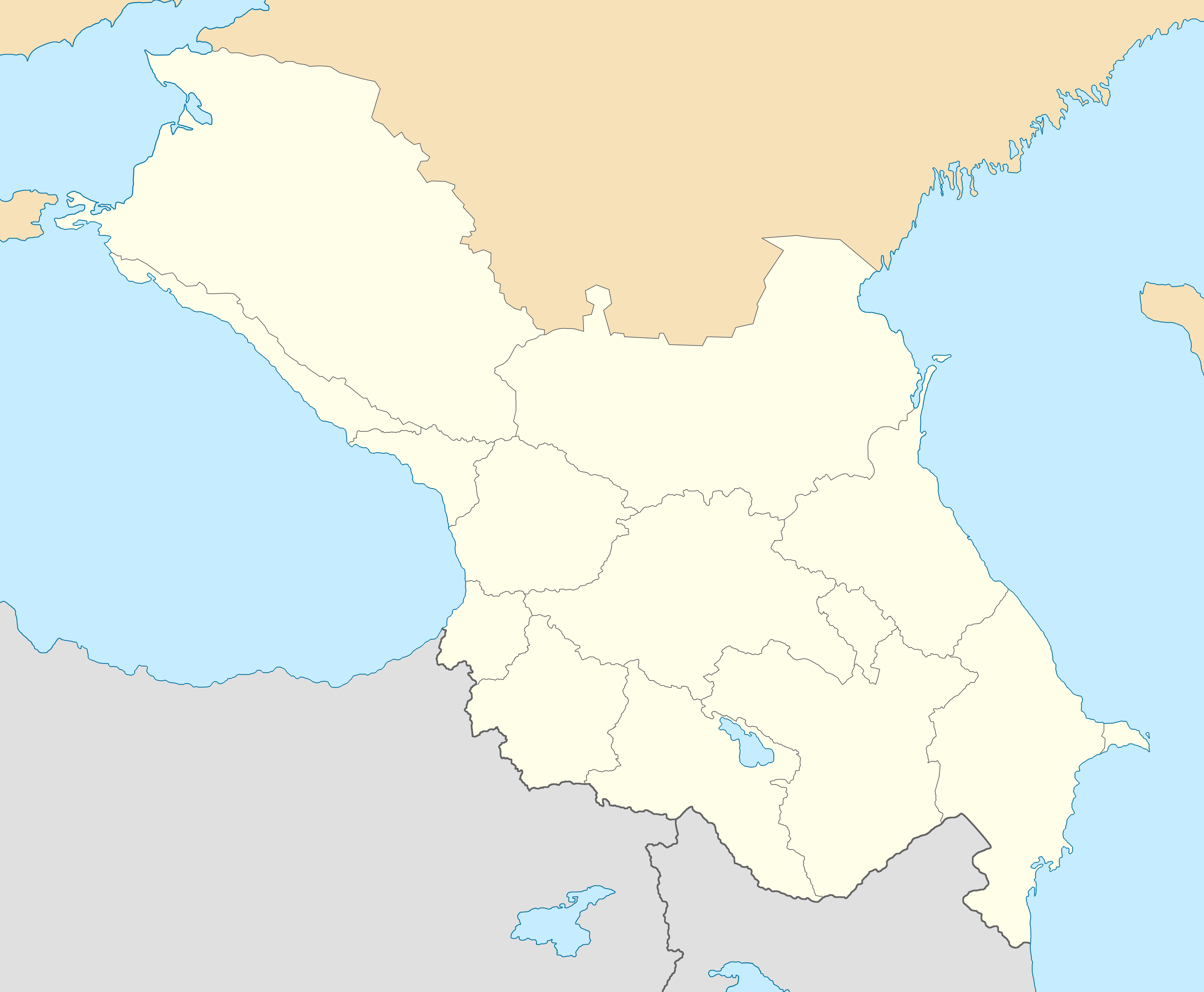
Vice-royauté du Caucase
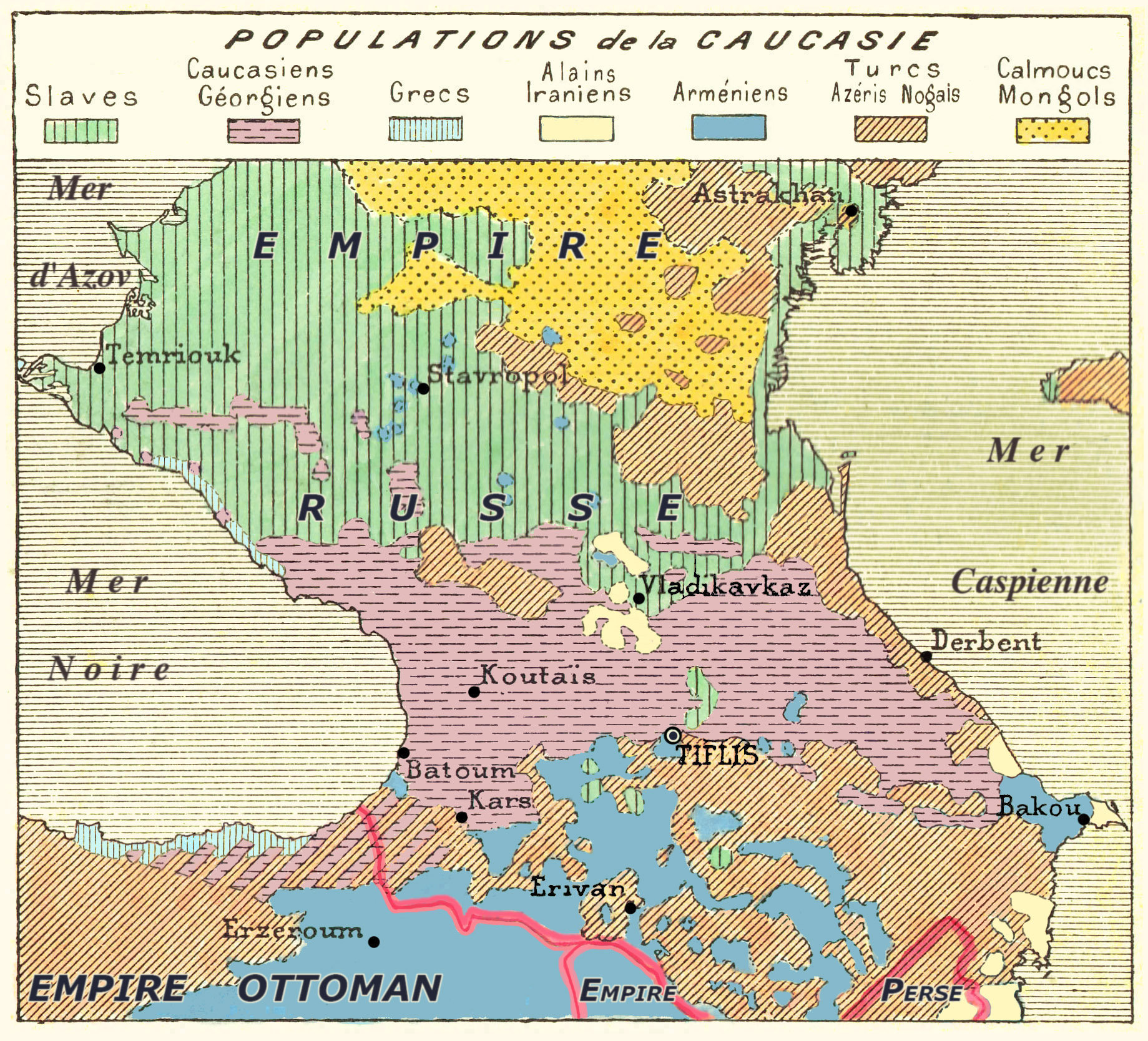
Répartition géographique des peuples du Caucase en 1896
Campagne du Caucase (1914-1916)
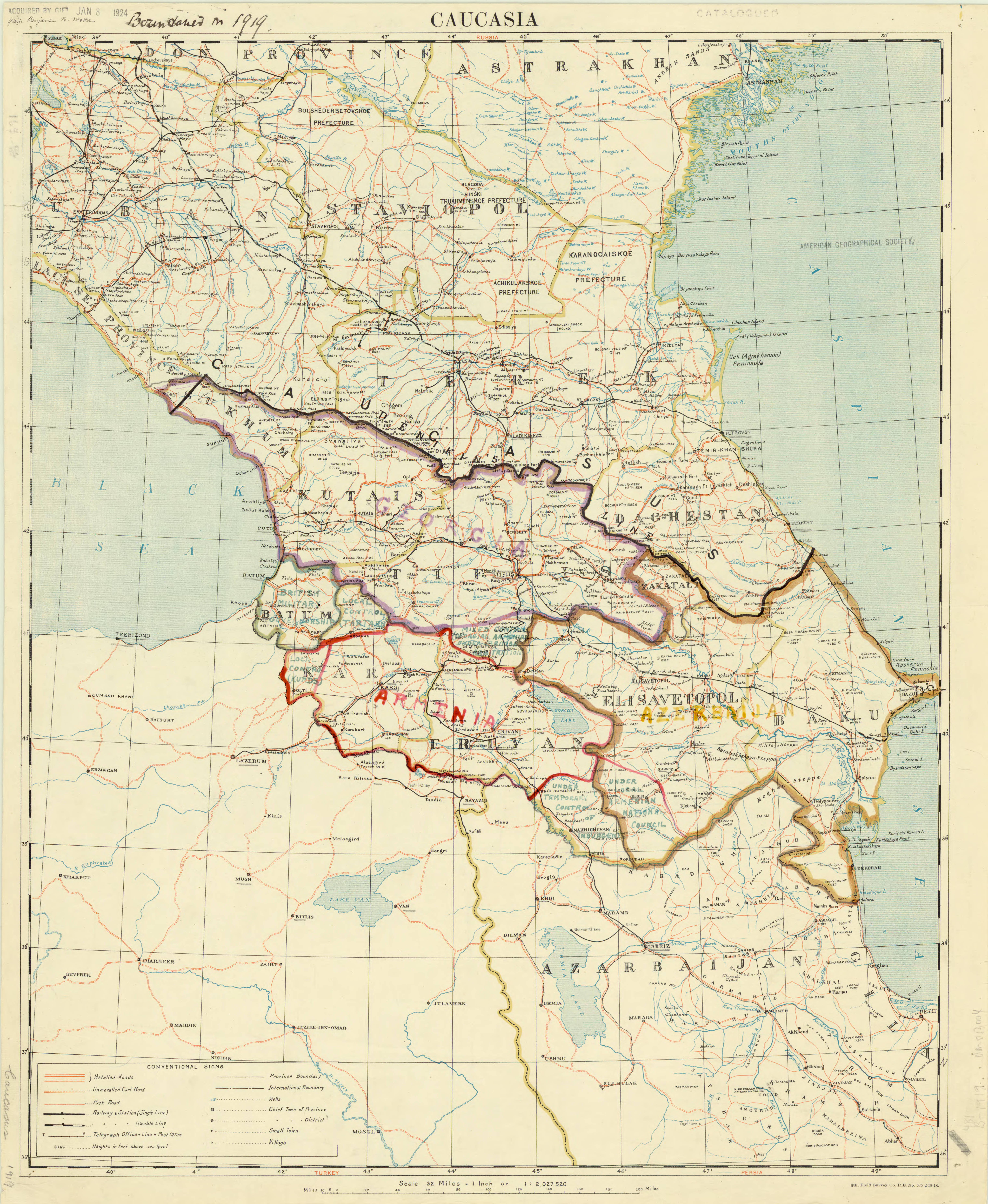
Caucase (1918, carte militaire britannique)
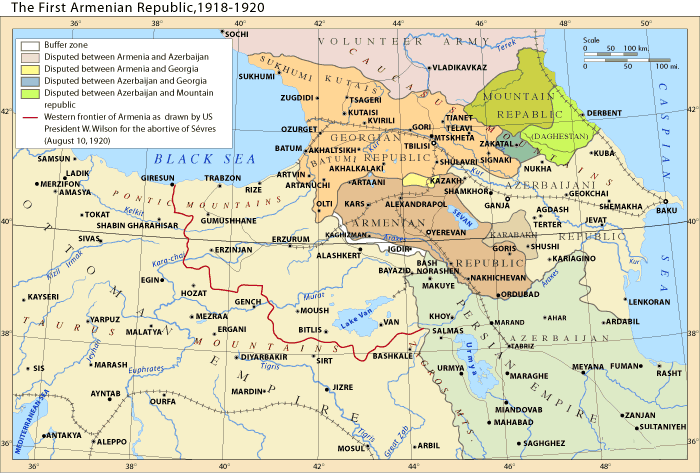
République démocratique d'Arménie (1918-1920)

## Époque contemporaine

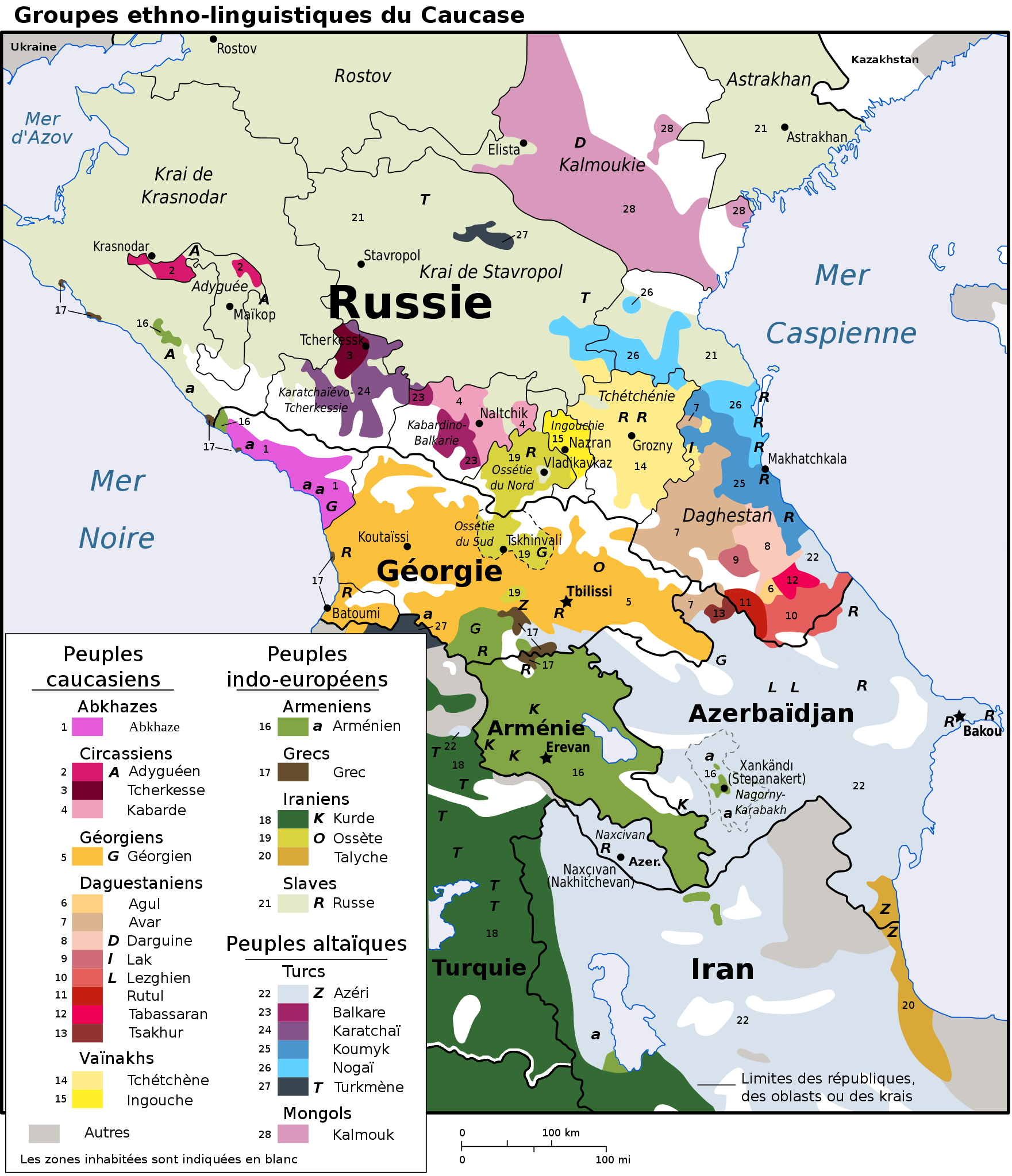
Répartition géographique des peuples du Caucase en 2023.

La chute du communisme provient du hiatus entre les objectifs affichés et la pratique concrète. À partir de 1985, Mikhaïl Gorbatchev tente, avec son nouvel objectif de « restructuration dans la transparence », d'enrayer le processus, mais ne parvient qu'à retarder la dislocation de l'URSS, et il s'ensuit une difficile transition et des dizaines de conflits post-soviétiques, qui commencent et se multiplient dans le Caucase, avec notamment la première guerre du Haut-Karabagh (1988-1994), le conflit abkhaze-géorgien (depuis 1989), le conflit géorgien-ossète (depuis 1989), la première guerre d'Ossétie du Sud (1991-1992), le conflit en Ossétie du Nord de 1992, la première guerre de Tchétchénie (1994-1996), l'invasion du Daghestan (1999), la seconde guerre de Tchétchénie (1999-2009), la deuxième guerre d'Ossétie du Sud (2008), la seconde guerre du Haut-Karabagh (2020)
et la guerre de 2023 au Haut-Karabagh.
Parmi les autres événements marquants de la période dans cette région, on peut compter l'achèvement de la Transcaucasienne en 1981 et du tunnel de Roki (inauguré en 1984), autonomie de l'Adjarie depuis 1991, la sécession de la république tchétchène d'Itchkérie (1991-2000), de la république d'Ossétie du Sud-Alanie (depuis 1992), de la république d'Abkhazie (depuis 1992), guerre d'Abkhazie (1992-1993), la crise de la vallée de Pankissi (2002-2003), la prise d'otages de Beslan (2004), la crise russo-géorgienne de 2006, l'arrivée de la Mission d'observation de l'Union européenne en Géorgie depuis 2008, la guérilla en Ciscaucasie (depuis 2009) et la mise en place du district fédéral du Caucase du Nord (Russie, 2010).

### Géographie
- Géographie du Caucase, Caucase de l'Ouest, Circassie, Transcaucasie (Sud)
- Ciscaucasie (Nord, Russie) : District fédéral du Caucase du Nord (Russie, 2010), District fédéral du Sud (Russie, 2014) dont Kraï de Krasnodar et Adyguée, Région économique du Caucase du Nord
- Col Mamison, Col Becho, Col de Zekari, Passe de Darial

### Peuples et langues
- Langues kartvéliennes, nakho-daghestaniennes, abkhazo-adyguéeennes
- Peuples dans le Caucase, Langues dans les pays caucasiens
- Huns du Nord Caucase (en)
- Peuples turciques, Koumyks, Sabires
- Khaganat turc occidental
- Pays magyar du Caucase
- Grecs du Caucase
- Juifs Mizrahim, Juifs des montagnes (surtout au Daghestan)
- Histoire des Juifs en Géorgie, Histoire des Juifs en Ossétie du Sud (en), Histoire des Juifs en Abkhazie (en)
- Allemands du Caucase, Allemands du Daghestan, Colonies mennonites du Terek, Wohldemfürst, Allemands de Géorgie
- Groupes ethniques en Azerbaïdjan, Minorités ethniques en Azerbaïdjan
- Groupes ethniques en Géorgie, Groupes ethniques en Arménie
- Groupes ethniques au Daghestan

### Zones géographiques proches
- Histoire de la steppe eurasienne orientale (en)
- Histoire de la steppe eurasienne centrale (en)
- Histoire de la steppe eurasienne occidentale (en)
- Histoire de l'Oural
- Histoire de l'établissement humain dans les montagnes de l'Oural (en)